# DKW

DKW (Dampf-Kraft-Wagen, укр. — Парова машина) — з 1916 року німецький виробник мотоциклів та автомобілів. Штаб-квартира розташована в Чопау. 29 червня 1932 року відбулося злиття фірм DKW, Audi, Wanderer і Horch в єдиний концерн Auto Union. У 1968 році компанія припинила виробництво автомобілів.

## Йорген Скафте Расмуссен
Йорген Скафте Расмуссен народився на одному з данських островів. Його батько був капітаном, і він помер, коли синові було всього кілька років, коли Йоргену було 19, померла і його мати, через рік після її смерті, в 1898 році, він вступив до технікуму Мітвайді в Німеччині, але вчився він погано, і в 1900 році його виключили з навчального закладу. Тоді він надходить в технічний навчальний заклад у місті Цвікау, яке закінчує через два роки на одні «3». 1903 року він знайомиться в поїзді з бізнесменом Карлом Ернстом, і в 1904 вони спільно відкривають фірму Rasmussen und Ernst, правда, незабаром Карл Ернст залишає фірму, яка займається продажем різного устаткування. Незабаром Расмуссен почав сам виготовляти деталі для парових машин, в 1906 році він купує будівлю, в якій знаходився текстильний завод, в місті Чопау. 1909 року фірма була перейменована в Rasmussen & Ernst, Zschopau-Chemnitz, Maschinen- und Armaturenfabrik, Apparatebau Anstalt, ім'я Ернста продовжувало використовуватися, хоча він уже давним-давно покинув фірму.
З початком війни завод Расмуссена перейшов на виробництво детонаторів для снарядів, зупинивши виробництво деталей для паровиків, попит на детонатори був величезний, так що данцеві довелося набрати собі додатковий персонал.

## Заснування компанії
У 1916 році разом зі своїм однокурсником, теж данцем, Свен Оге Матісеном починають експериментувати з побудовою парових вантажівок системи американця Ролліна Уайта. Субсидувало розробки DampfKraftWagen («Паровика») військове відомство Німеччини, проте після поразки Німеччини проєкт був згорнутий, але Расмуссен запатентував торговельну марку DKW. 1919 року на підприємстві Расмуссена працював інженер Хуго Руппе, що повернувся з війни, який до війни конструював автомобілі відразу в декількох фірмах, в тому числі і у свого батька. Хуго Руппе сконструював крихітний 2-тактний двигун для іграшок, Расмуссен вхопився за ідею, і створює дочірнє підприємство Zschopauer Motorenwerke J.S. Rasmussen, на якому починається виробництво 18 см3 0,25-сильних моторчиків, які рекламувалися як «Des Knaben Wunsch» — «Мрія хлопчика» (тобто розшифровувалась торгова марка DKW).

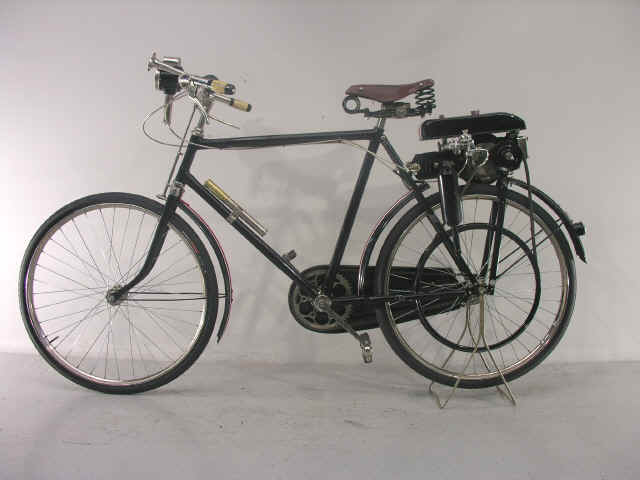
Das Kleine Wunder

У 1921 році фірма стала випускати 118 см3 1-сильні мотори, які стали використовуватися як допоміжні мотори на велосипедах, які знову продавали під лейблом DKW, розшифровуючи цього разу, як Das Kleine Wunder («Маленьке диво»).

## Початок виробництва автомобілів

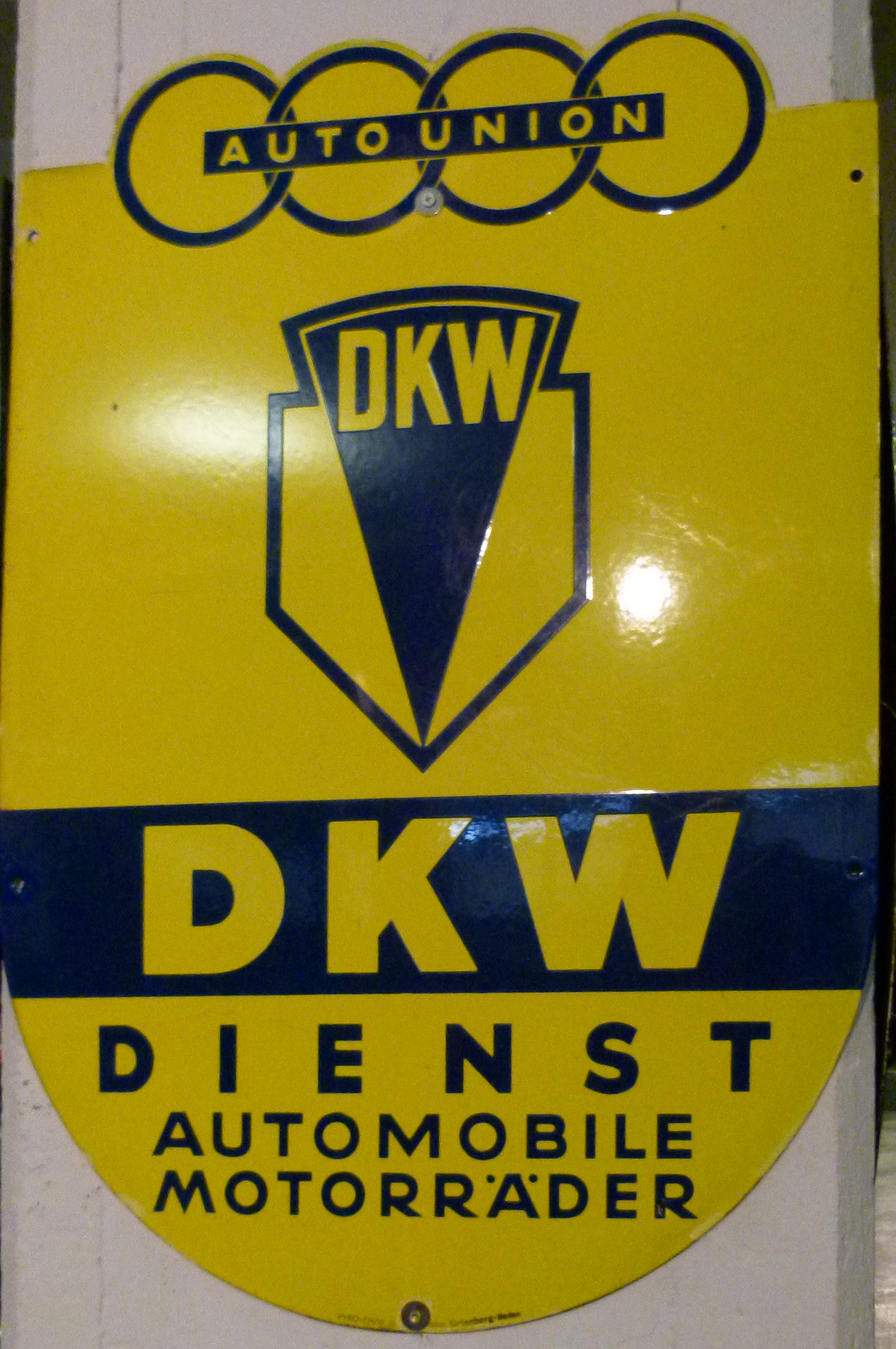
Логотип DKW

Ще в 1919 році Расмуссен побачив електромобіль фірми SB-Automobil-Gesellschaft mbH конструкції Рудольфа Слабі і його кузена Германа Берінгера. Слабі був сином професора Адольфа Слабі, який був одним із засновників «Telefunken». Машина мала несучий кузов, виготовлений з фанери, і важила 180 кг разом з батареями, Расмуссен побачив в машині непоганий потенціал, пропонуючи їх інвалідам-учасникам війни, більше того, ці електрокари стали продаватися в Японії, для чого була заснована компанія The Japan and German Electric Cyclecar Co.

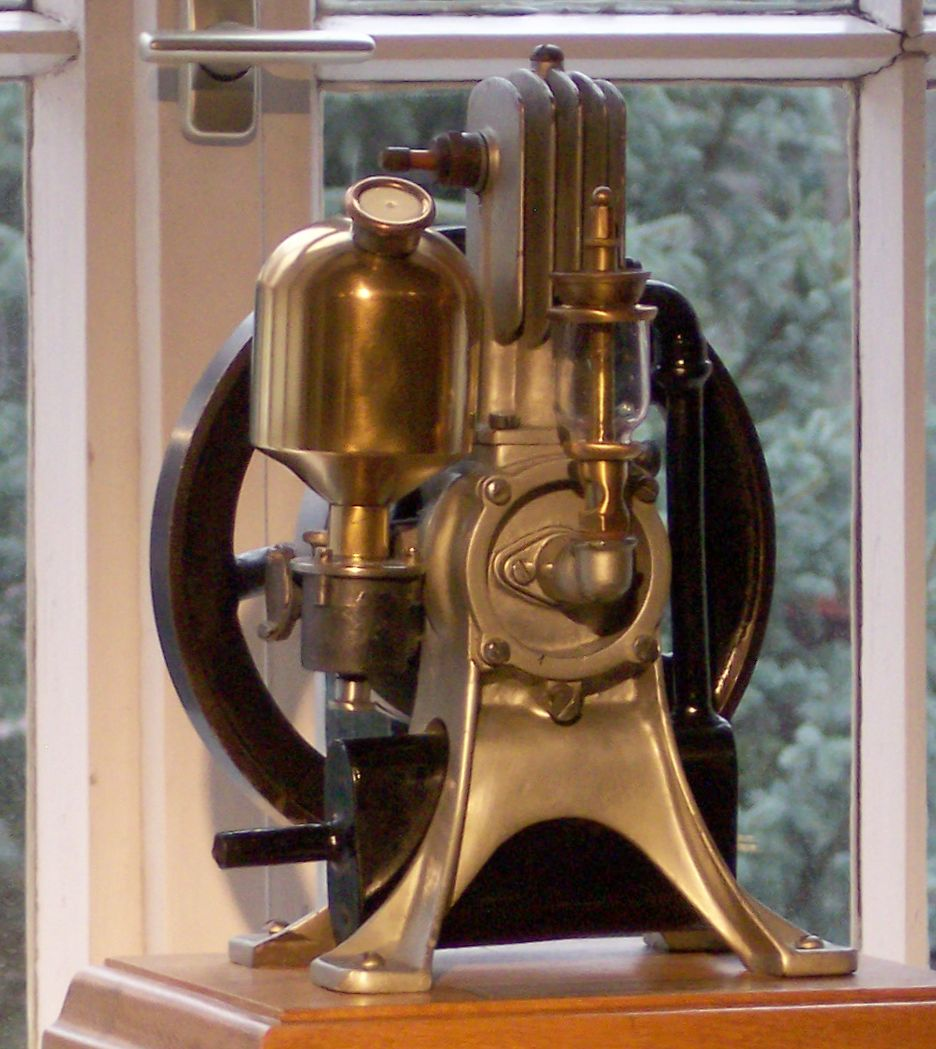
Бензиновий двигун для дитячої творчості «Des Knaben Wunsch», об'ємом 18 см^{3}

У 1920 Еміль Фішер побудував на базі електрокара два прототипи «Der Kleine Bergsteiger» («Маленький горець») з бензиновим двотактним мотором, об'ємом 500 кубів, машина, вагою 250 кг, розвивала до 60 км/год, однак в серію так і не пішла, сам же Фішер покинув фірму Расмуссена. Однак партнери данця Слабі і Берінгер випустили 266 автомобілів під своєю маркою з бензиновими моторами марки DKW, які переважно поставлялися до Осаки.
У 1921 році Йорген Расмуссен вирушає до США, повернувшись звідти з ідеєю конвеєрного виробництва, він ставить на потік виготовлення скутери моделей «Lomos» і «Golem».
22 грудня 1923 року Расмуссен реорганізує фірму, створивши акціонерне товариство зі своєї компанії — Zschopauer Motorenwerke J.S. Rasmussen AG, що цікаво, він був єдиним акціонером своєї фірми. Незабаром він починає скуповувати різні компанії, типу металургійних заводів в Зобліце і Марієнбергу; сідельну фабрику в Франкенбергу; Slaby-Beringer-Automobil GmbH, що збанкрутувала після землетрусу в Японії (коли були знищені всі автомобілі, що знаходилися на складі), пізніше ця фірма стане виробником кузовів для автомобілів марки DKW, а колишній господар фірми — Рудольф Слабі — конструктором DKW, а поки приймачем фірми служить компанія DEW, що випускає електромобілі; також Йорген скупив купу дрібніших фірм і Audi-Werke AG з Цвікау.

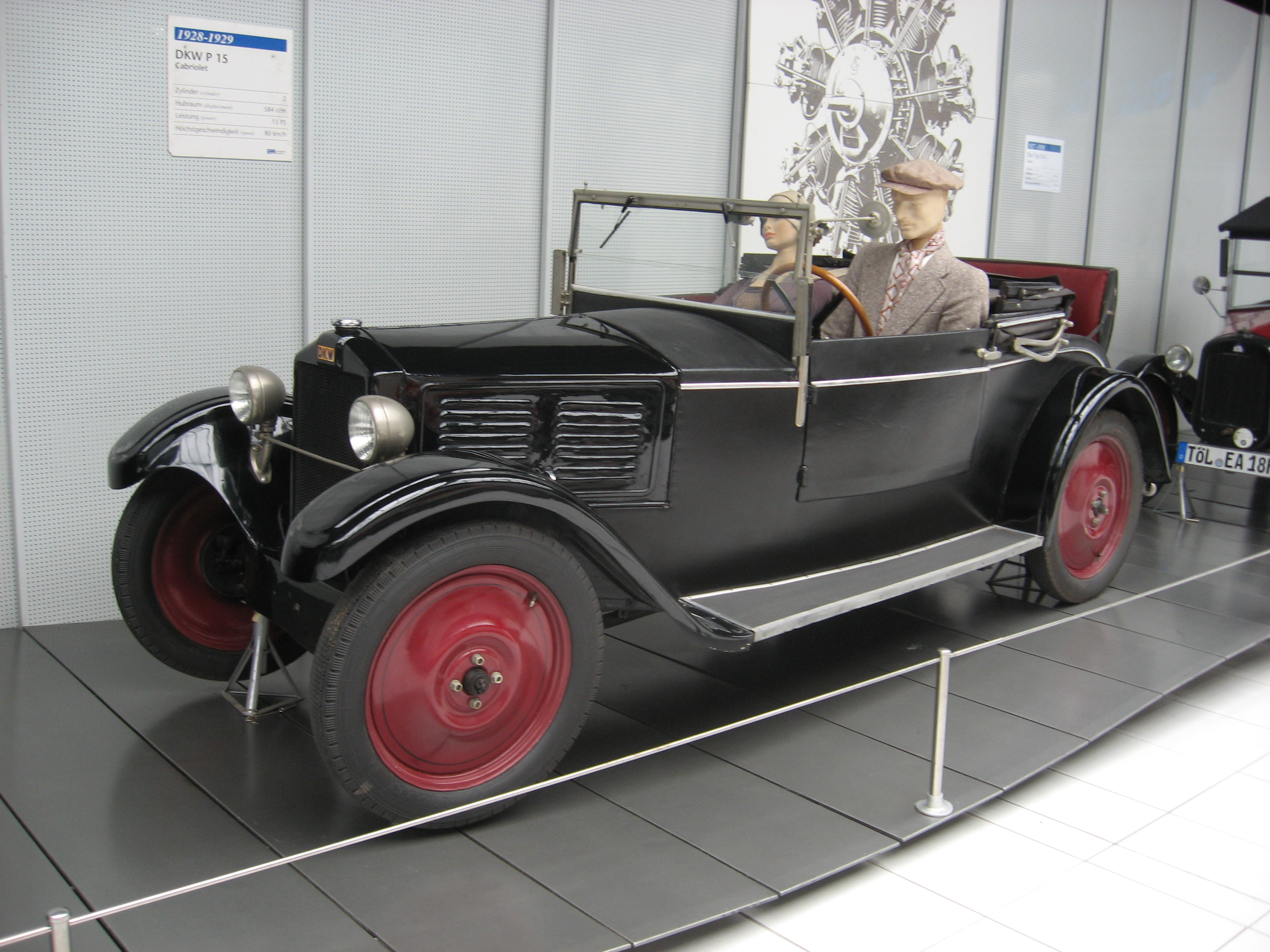
DKW P 15PS

До 1928 року фірма була найбільшим у Німеччині виробником мотоциклів, але Расмуссен бажав також випускати і доступні автомобілі під маркою DKW. Рудольф Слабі конструює 2-тактний 600-кубовий автомобіль з фанерним несучим кузовом, обклеєним дерматином, з металу були виготовлені капот і крила. Мотор розташовувався спереду, ведучими колесами були задні, коробка передач була триступеневою, гальмами були оснащені всі 4 колеса. Ця 15-сильна машина могла розвивати до 80 км/год.

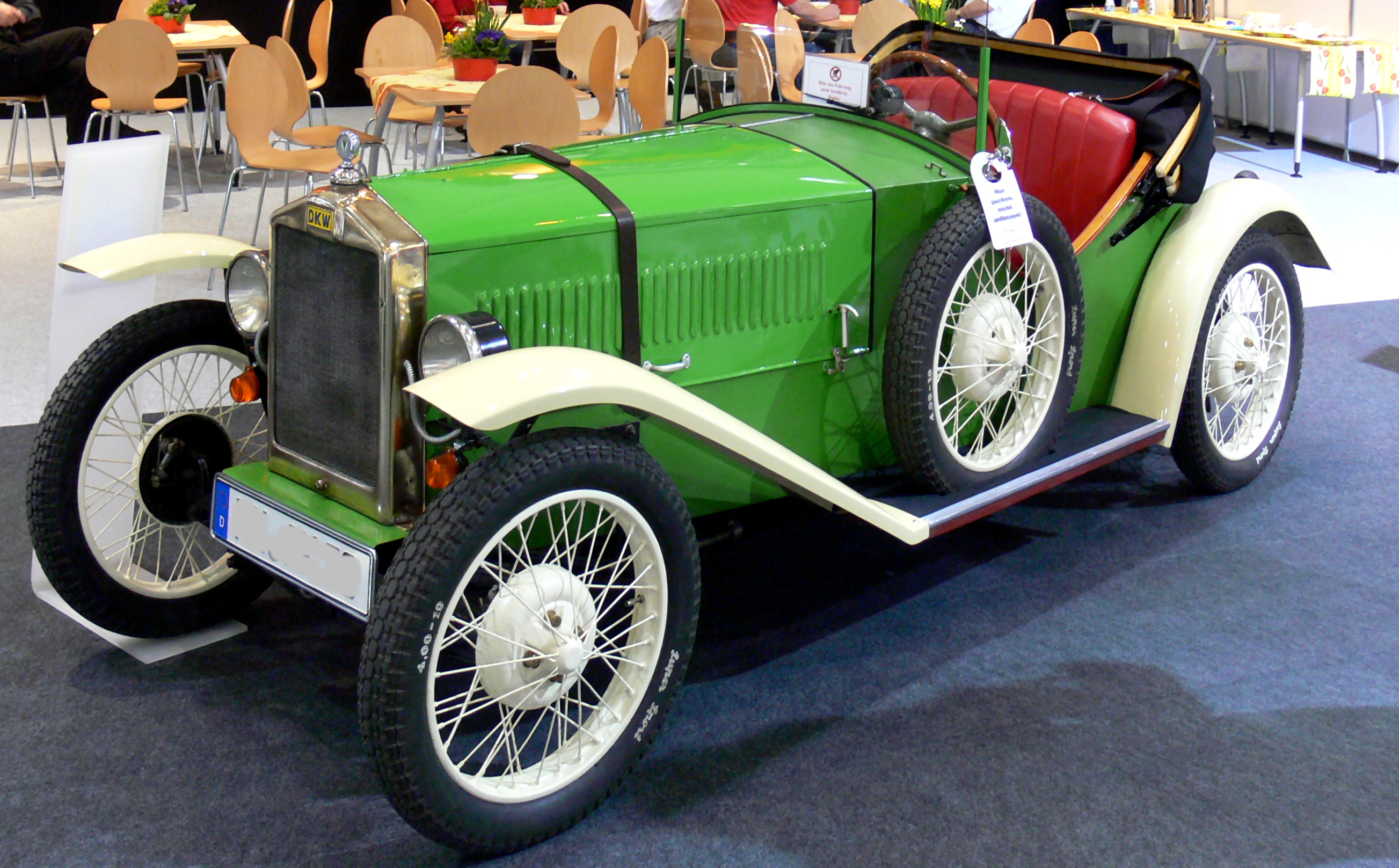
DKW PS 600 Sport

Машина з кузовом фургон вперше була представлена на Лейпцизькій виставці 1928 року, і була добре прийнята. За 1928 і 1929 роки було побудовано близько 2000 автомобілів цієї серії. Кілька таких машин були виставлені на гонках в Нюрбургринзі, не дивлячись на те, що одна машина зійшла з траси, а друга фінішувала останньою — 14, це був успіх, оскільки ця машинка поступилася тільки таким грандам, як Mercedes-Benz SSK, Bugatti T35, Bugatti T37 та Alfa Romeo, які ні в яке порівняння не йдуть з цим малятком. Намагаючись бути на хвилі спортивного успіху, в 1930 році будується 18-сильний спорт-варіант PS 600 Sport.
Ця дешева спортивна машинка, яка могла розвивати 100 км/год, відразу завоювала популярність у молоді.

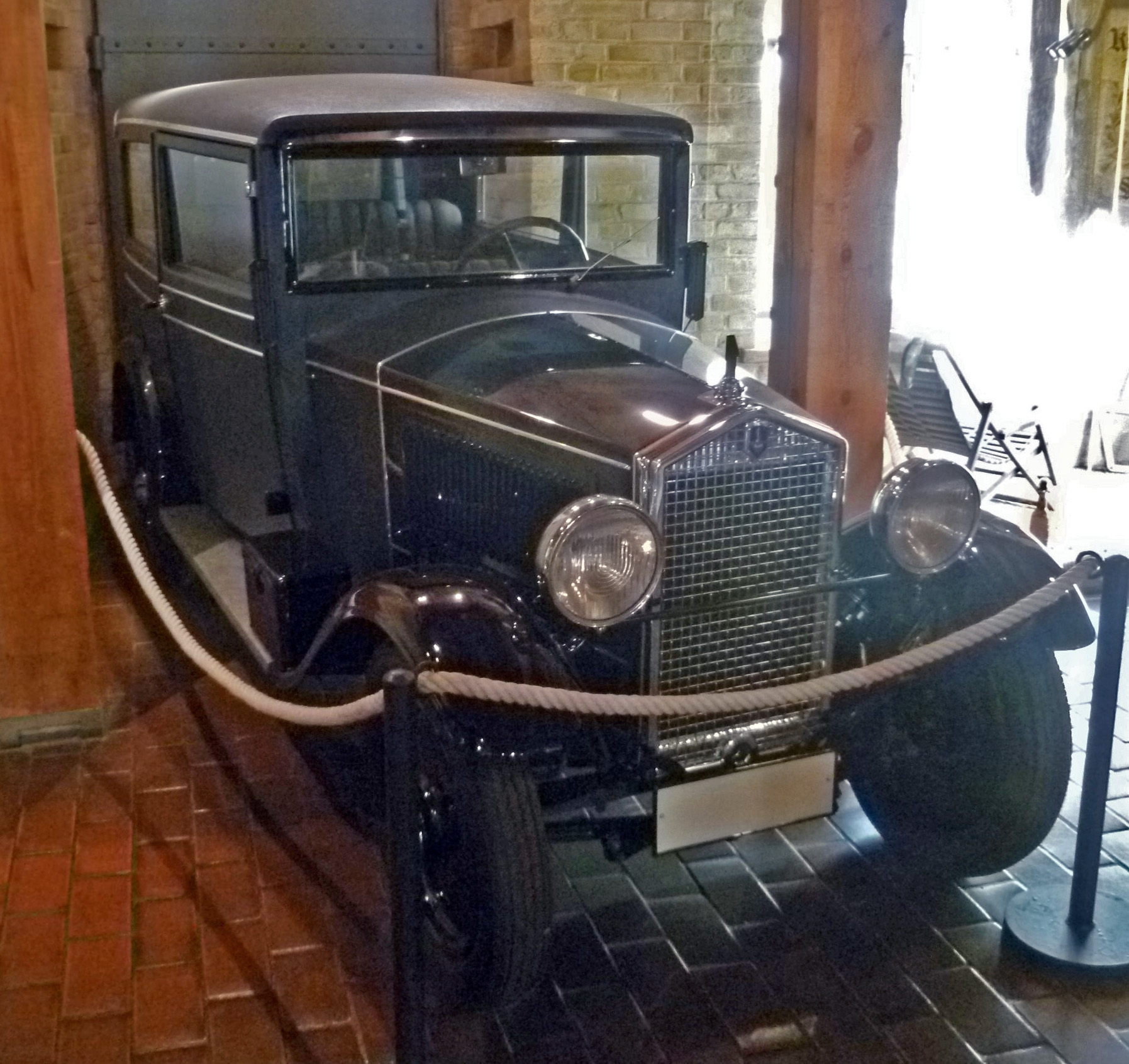
DKW P 4=8 25PS

Припинивши випускати модель Р 15PS, керівництво фірми вирішило запустити замість неї в серію солідніший автомобільчик з 4-ма циліндрами, розташованими V-подібно, і мотором рідинного охолодження, об'ємом 1 л. Машинку назвали Р 4=8, цифра вісім натякала, що 4-циліндровий двотактний мотор проробляє таку ж роботу, як чотиритактний восьмициліндровий. Потужність мотора була досить пристойною для його об'єму, і становила 25 к.с.. Як і у попередника, несучий кузов був виготовлений з фанери і оббитий штучною шкірою, до речі, які були дуже недовговічні, оскільки згнивали в сирому кліматі. Однак навіть не це засмучувало покупців цього автомобільчика, який досить непогано розходився в умовах кризи, а витрата палива, справа в тому, що цей малюк споживав 10 л суміші бензину і масла.
У 1930 році модель зняли з виробництва і замінили зменшеним варіантом, база його була менша на цілий дециметр (і складала 2.7 м), а головне — під капотом стали встановлювати 800-кубовий мотор, потужністю 20 к.с.. Однак модель V800 4=8 20PS не виправдала надій, і при тому, що вживала рівно стільки ж палива, до того ж і мала схильність до перегріву навіть у прохолодну погоду. Тому в 1931 році на це кузов встановили колишній однолітровий мотор, а машина стала називатися V1000 4=8 25PS.

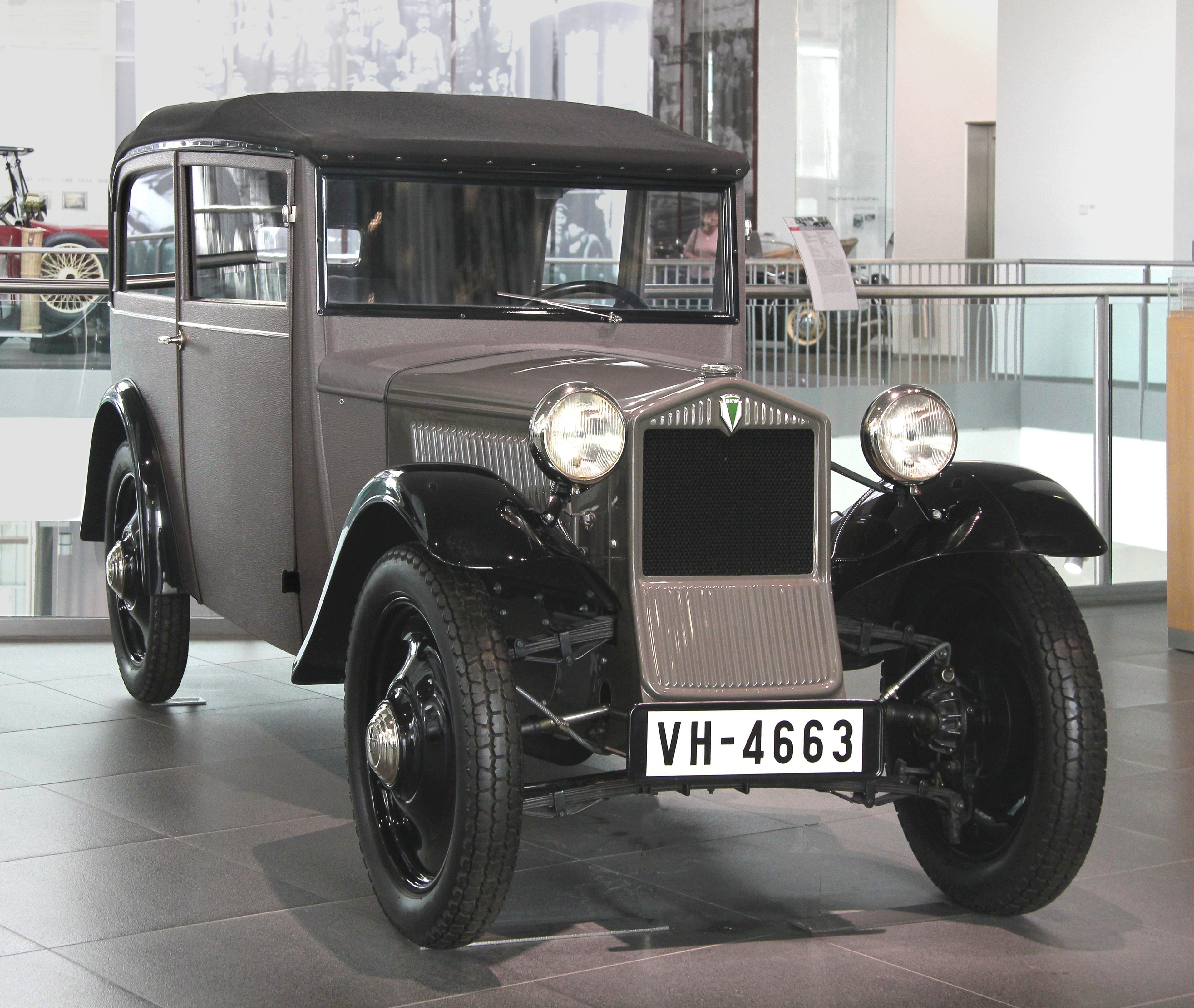
DKW FA600

Однак далеко не ця машина стала родзинкою стенда фірми на Берлінському автошоу Internationale Automobil-Ausstellung. Ще в жовтні 1930 року бос фірми дав вказівку побудувати передньопривідний мікролітражний автомобіль, розробки велися на території заводу «Ауді» в Цвікау, через півтора місяця проєкт був готовий. Спочатку машина оснащувалася мотоциклетним 350-кубовим мотором, машина мала незалежну передню підвіску і підрамник з П-подібним профілем, оскільки кузов, як зазвичай, був несучий і фанерний. Однак навесні вже на стенді стояв автомобіль з 600-кубовим 15-сильним мотором. Блок мотора був об'єднаний з коробкою передач і диференціалом. Машина отримала назву Frontwagen, але в серію пішла вона під назвою FA600 15PS.
У лютому 1932 року замість цієї моделі з'явилася машина Typ F2 Meisterklasse 601, яка була дещо більшою і витонченішою попередниці, а також отримала 4-місні кузови. Разом з нею вийшла заміна Typ V1000 4=8 — Typ 432 Sonderklasse, головна відмінність полягала в базі, що збільшилася на 6 см, і поява 4-ступінчастої коробки передач. Силові агрегати обох моделей залишилися незмінними.

## DKW у складі компанії Auto Union
Однак, не дивлячись на популярність дешевих автомобілів, підприємства Расмуссена були у важких економічному становищі, обтяжені до того ж кредитами, взятими у Саксонського державного банку ще до кризи, тому, щоб вийти зі скрутного становища, Расмуссен починає переговори з Ріхардом Бруном, який був керуючим банком. Під час переговорів було вирішено створити об'єднання фірми DKW, Audi, що вже практично належать банку, і купленої компанії August Horch & Cie. Motorwagenwerke AG, яка стоїть на межі банкрутства, в результаті 29 червня 1932 року підписується угода про створення концерну Auto Union, в ході операції до трійки вже існуючих фірм також приєдналася компанія Wanderer-Werke AG, крім цієї фірми планувалося включення компаній Hanomag і Brennabor, однак з ними не було знайдено компромісу. Главою концерну став Ріхард Брун.
Цікавий факт, що фактично концерн з'явився 29 червня 1932 року, однак юридично все було складено заднім числом, і по паперах значилося, що «Автомобільний Союз» був заснований першого червня 1931 року.
За умовами договору кожна марка залишалася ніби незалежним виробником зі своєю виробничою програмою, але на ділі, наприклад, перший передньопривідний «Ауді» був побудований на підрамнику DKW з мотором Wanderer, а збиралося все це на виробничих потужностях заводів фірми Horch.

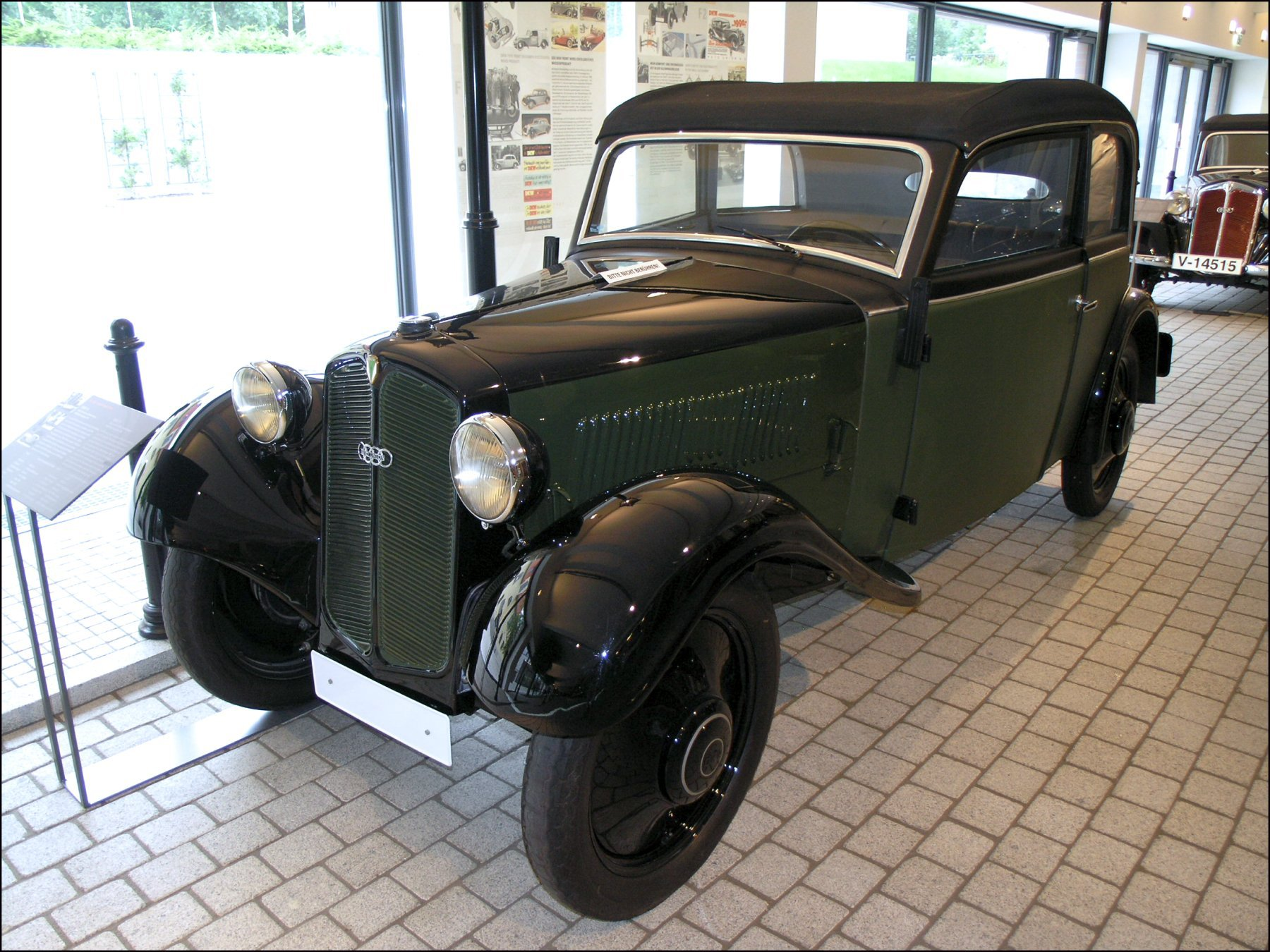
DKW 1001 Sonderklasse 26PS

Більше півроку тому задньоприводну модель 432 Sonderklasse змінює ще більша 1001 Sonderklasse, мотор залишився 1 л, але потужність була піднята на 1 к.с., і тепер мотор розвивав 26 к.с., задня підвіска стала незалежною.

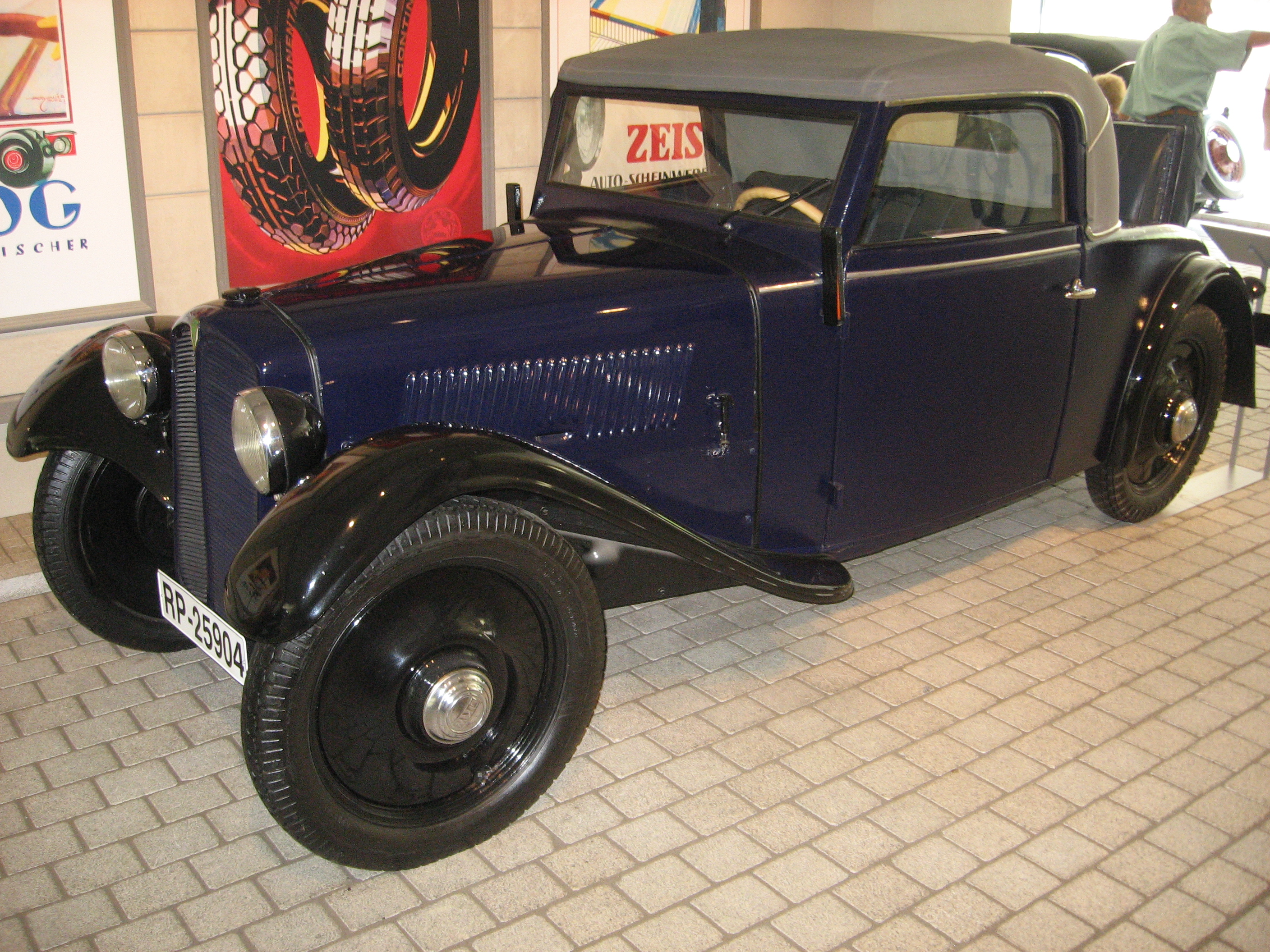
DKW F2 Reichklasse 601 18PS

На початку 1933 року мотори отримали петльову продувку циліндрів системи Адольфа Шнюрле, що підвищило потужність 600-кубових моторів з 15 до 18 к.с.. Разом з тим 600-кубовий мотор став початковим в модельному ряду серії F2. Машина з 600-кубовим мотором стала називатися F2 Reichsklasse 601, а машина з новим 700-кубовим мотором тієї ж системи Шнюрле, що розвивала 20 к.с., стала носити назву Meisterklasse 701. Крім цих моделей планувалося виробляти і 400-кубову версію, проте в ході випробувань з'ясувалося, що вона була занадто слабкою, і цю ідею засунули на дальню полицю.
Наприкінці 1933 року готується до виробництва злегка більша модель з 700-кубовим мотором — F4 Meisterklasse. Від F2 машина відрізняється округлішим дизайном, а також наявністю люка (багажника) в корпусі кузова.

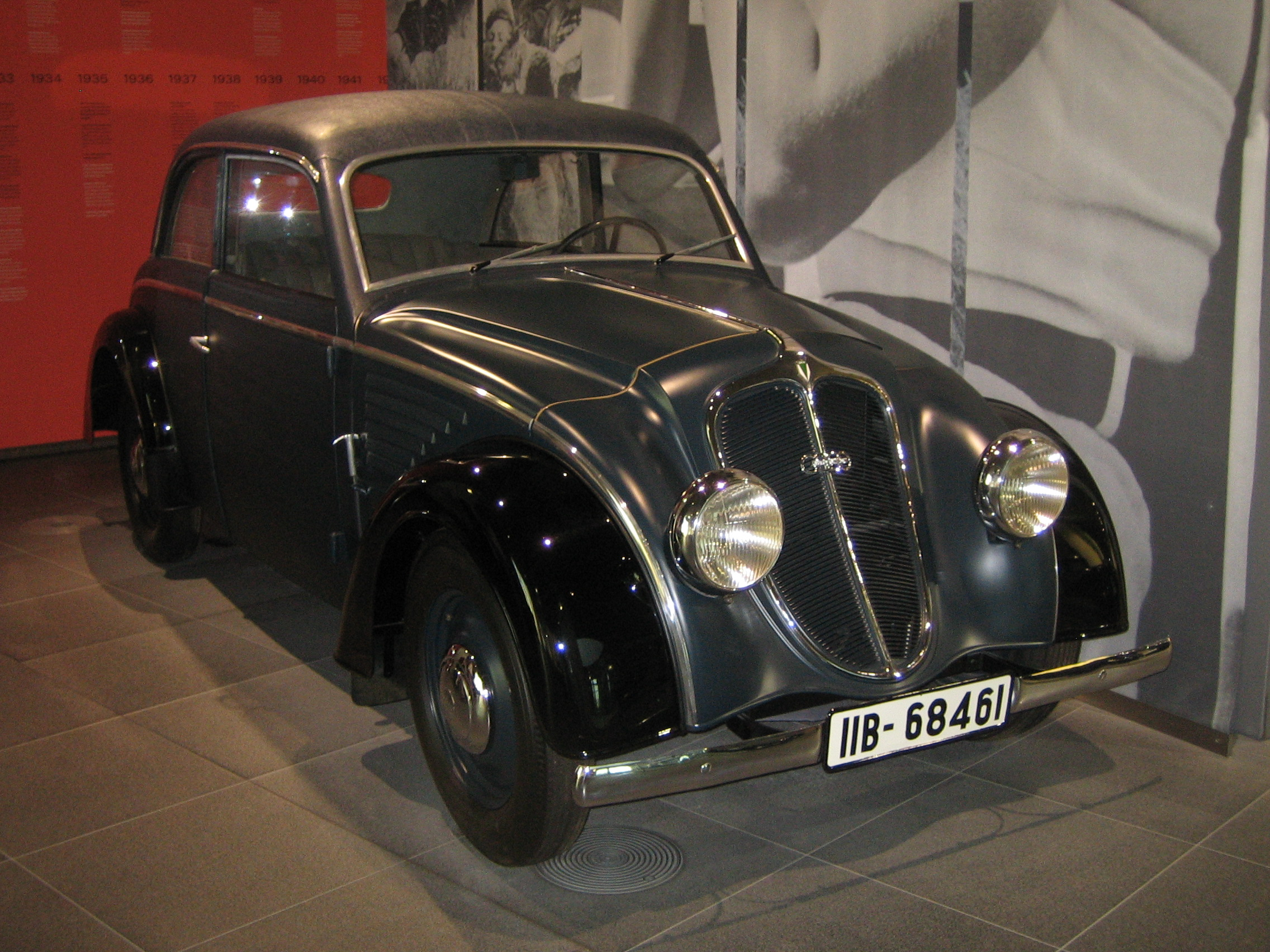
DKW Schwebeklasse 26PS

1934 року з компанії через розбіжності йде Йорген Скафте Расмуссен, який залишає бізнес і веде спокійний спосіб життя до самого 1945 року, з приходом радянської армії він біжить до Данії, де відкриє фірму з виробництва мотоциклів марки Disa. А поки концерн «Ауто Юніон» починає будувати свої відомі спортивні боліди, які виступають під назвою концерну, а в «ДКВ» відбувається зміна моделі в задньоприводній лінійці. Машина класичної компоновки отримує патентовану концерном підвіску коліс з «плаваючими» важелями, звідси і нова назва машини — Schwebeklasse («Плаваючий клас»). Крім іншого машина отримує гідравлічний привід гальм. Однолітровий мотор розвиває 26 сил. «Швебеклассе» має посилений кузов, оскільки його попередник страждав від слабкості монокока, розлом кузова на дві частини був не рідкістю у «Зондерклассе 1001».

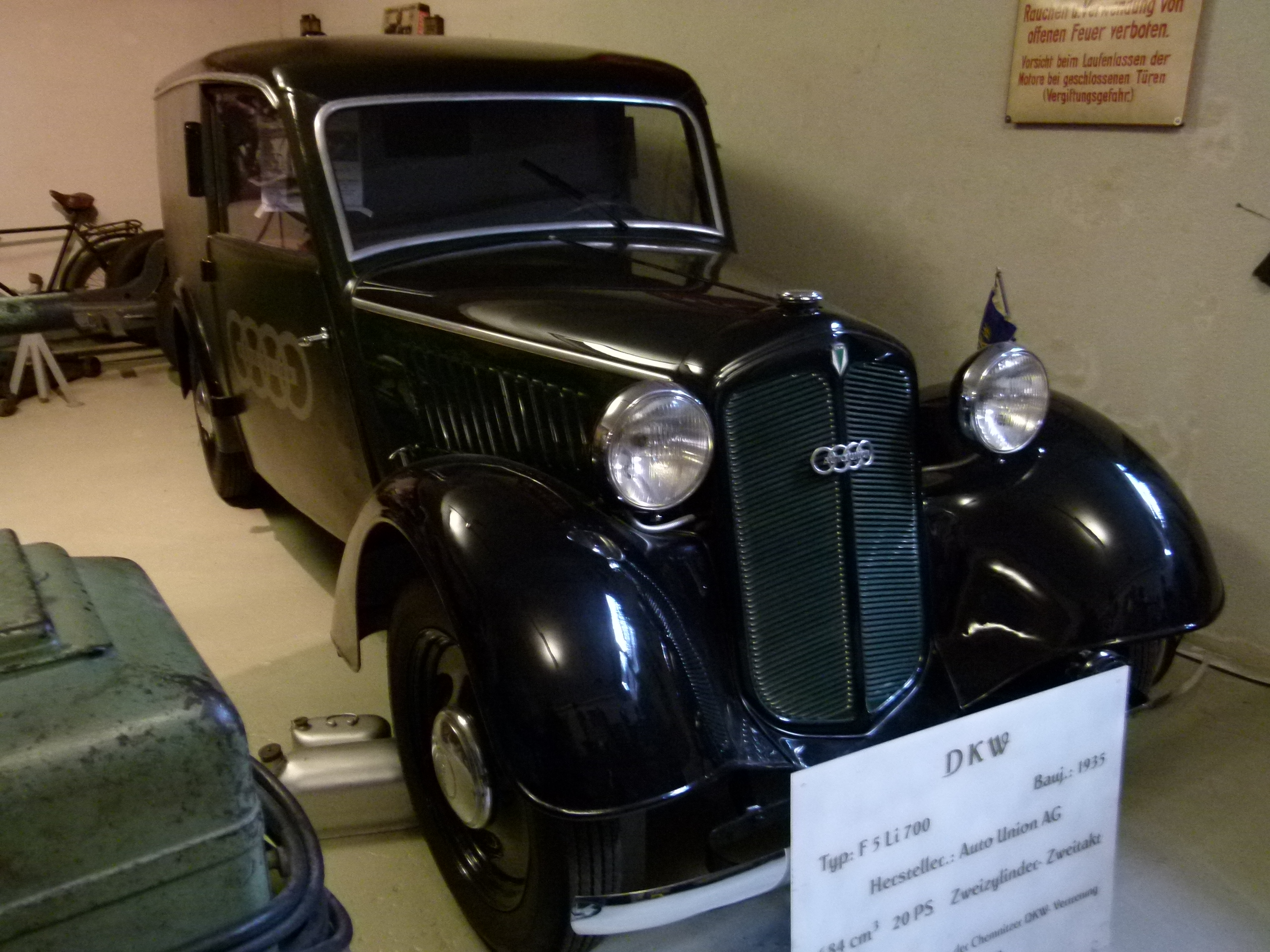
DKW F5 Reichklasse

У грудні 1934 року публіці показується модель, яка замінить собою і F2, і F4 — це F5. Машина зовні не сильно відрізнялася від попередників, але придбала напівметалеву основу несучого кузова, що мало підвищити міцність конструкції. У лютому 1935 року машина була запущена в серію, а F2 і F4 паралельно випускалися до травня місяця того ж року. Так само, як і попередні моделі, F5 мав два варіанти: перший — базовий Reichklasse з 600-кубовим 18-сильним мотором, і дорожчий — Meisterklasse з 700-кубовим 20-сильним мотором, також «Мейстерклассе» відрізнявся центральною системою змащення шасі, чого не було у базової моделі.

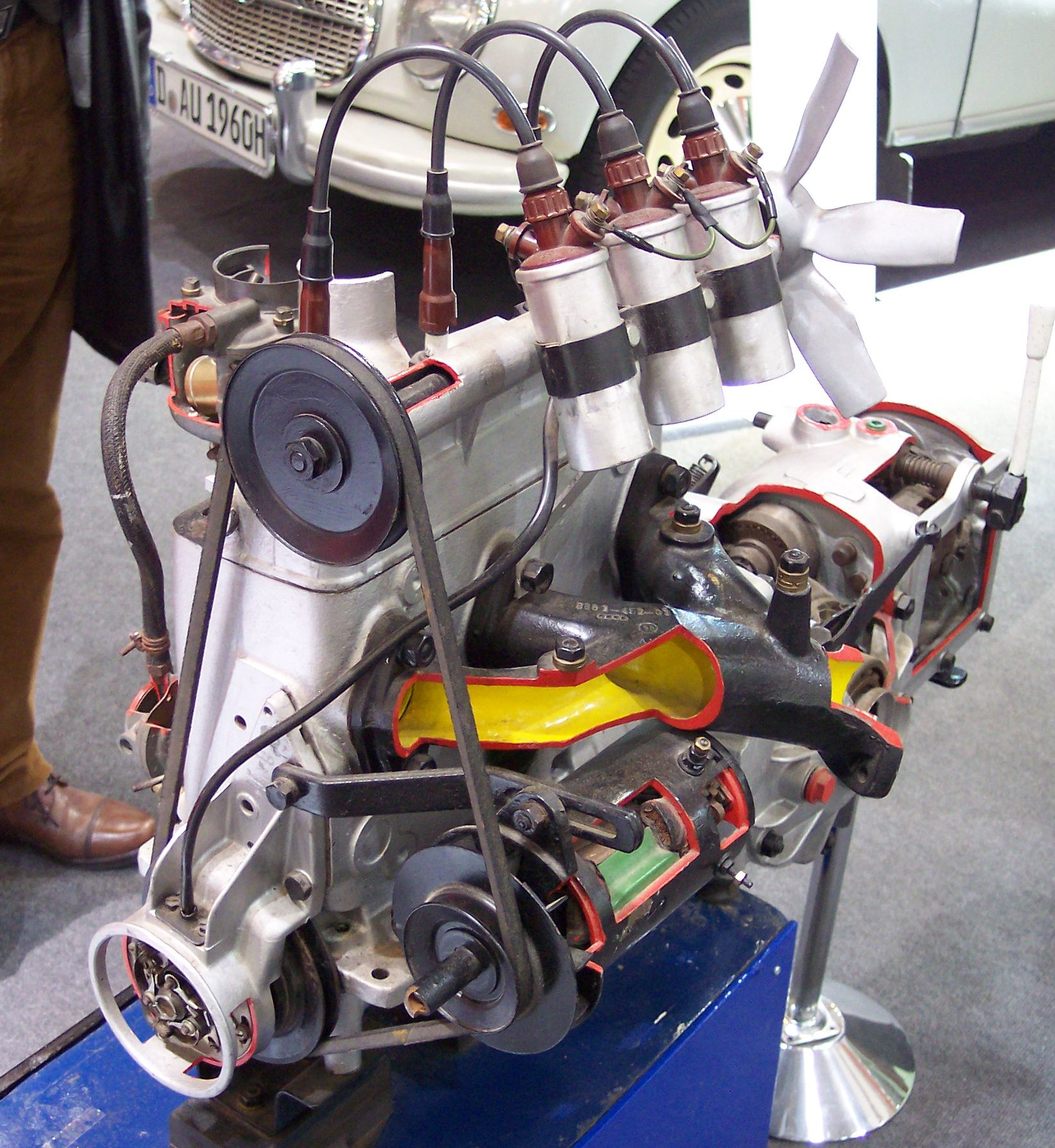
V4/V6-подібний мотор DKW Schwebeklasse

У січні 1935 року на «Швебеклассе» стали встановлювати 2 карбюратора, в результаті потужність зросла до 30 к.с.. У липні 1935 року задньопривідна модель отримує новий мотор, об'ємом 1050 кубів, цей мотор мав цікаву конструкцію: по суті це був V6, у якого 2 циліндра не мали свічки, тобто працюючими були 4 циліндри, але два циліндри працювали як нагнітачі, поршень 5 і 6 циліндра штовхав паливо під тиском в 1, 2, 3 і 4 циліндри. Розвивав такий 4/6-циліндровий моторчик 32 к.с..
У цьому ж році «ДКВ» виходить на друге місце серед продаваних автомобілів у Німеччині, пальму першості тримає фірма «Опель».

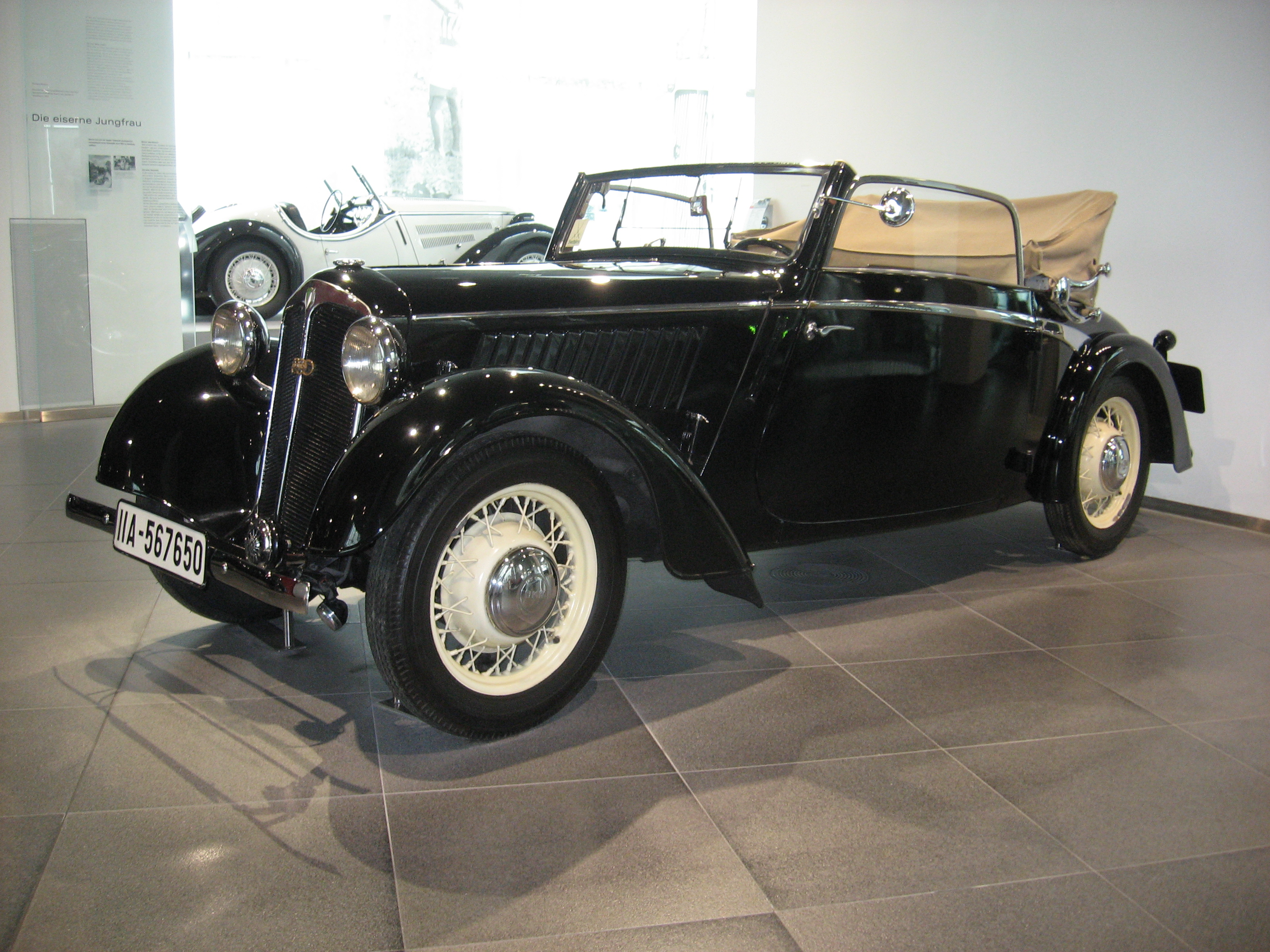
DKW Front Luxus Cabriolet F5 700

У квітні 1936 року «Рейхклассе» і «Мейстерклассе» знімаються з виробництва, на їх базі починають випускати відкриті автомобілі Front Zweisitzer F5K 600 з укороченою на 26 см базою (2.4 м) і відповідно 600-кубовим мотором, і Front Luxus Cabriolet F5 700 (база 2.61 м), а також Front Luxus Sport F5K 700 (база 2.5 м), «Люксус» були оснащені 700-кубовим мотором.

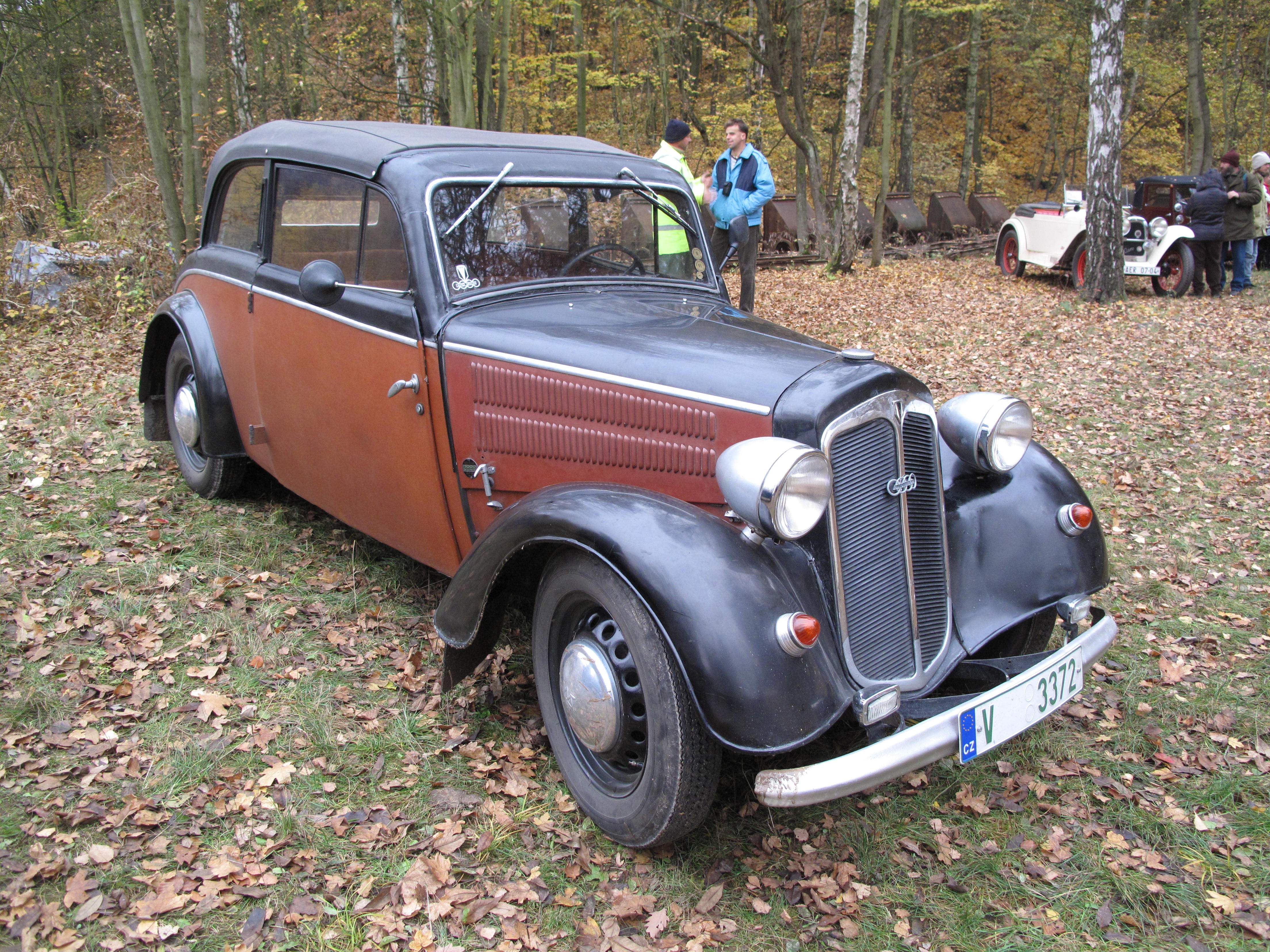
DKW F7 Reichklasse

Тоді ж головний офіс Auto Union переноситься з приміщень заводу «ДКВ» в Чопау в нові приміщення в місті Хемніц. В кінці року фірма представляє спадкоємця серії F5 Reichklasse/Masterklasse, — F7, і якщо технічно машина не змінилася, то кузови машин стали сидіти нижче, що зробило їх візуально більш стрімкими. Цікавий факт, що F7 стала першою машиною концерну, яку стали випробовувати на краш-тест, у тому числі і бічний.

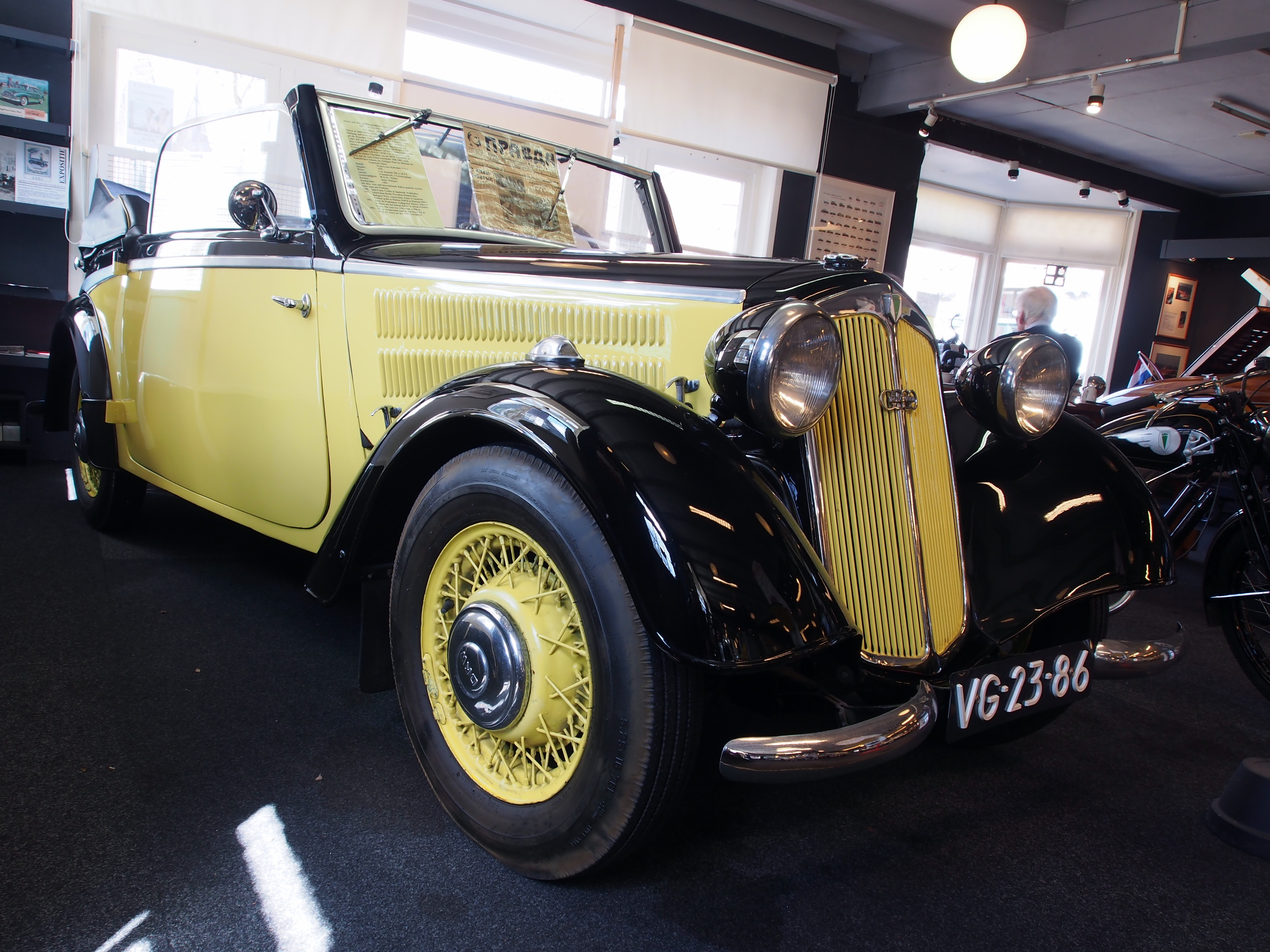
DKW Sonderklasse

У лютому 1937 року на Берлінській автомобільній виставці було анонсовано появу нової топової моделі Sonderklasse, яка прийшла на зміну Schwebeklasse. «Зондерклассе» отримав вперше для DKW суцільнометалевий кузов, який був запозичений у фірми, що входить у концерн, — Wanderer, a саме — від моделі W24, який мав 1.7 л мотор. Однак технічна начинка була запозичена від попередниці, в тому числі і задня підвіска, яка відрізнялася від «Вандерерської» (у останнього був жорсткий задній міст без важелів). Перехід на суцільнометалевий кузов був обумовлений старою проблемою — провисанням кузова. Не дивлячись на те, що база машини виросла на 31 см в порівнянні з попередником, загальна довжина машини скоротилася на 15 см (до 4.15 м).

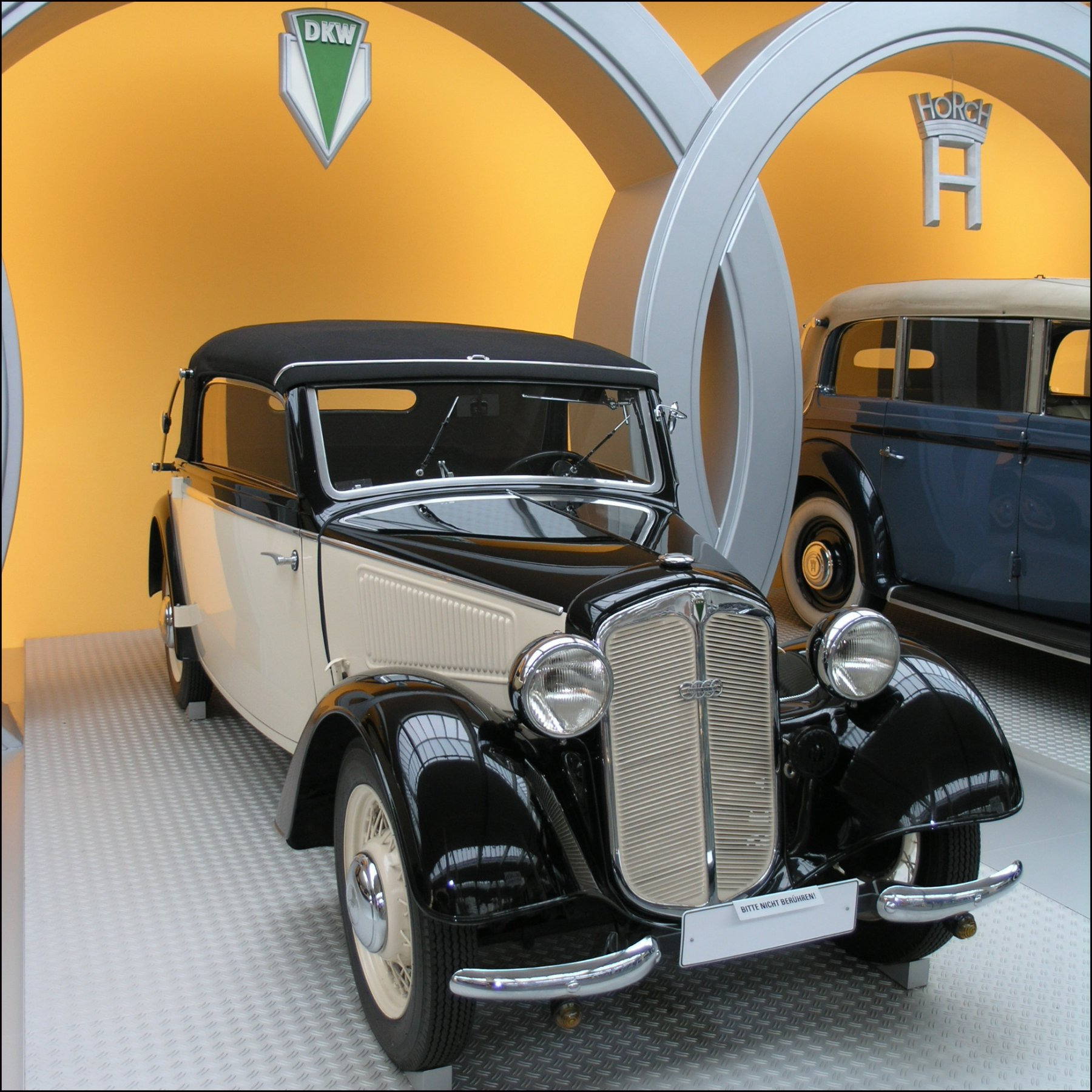
DKW Front Luxus Cabriolet F7-700

У 1938 році була всього одна новинка — поява елегантного кабріолета на базі «Ф7», який став носити назву Front Luxus Cabriolet F7-700.

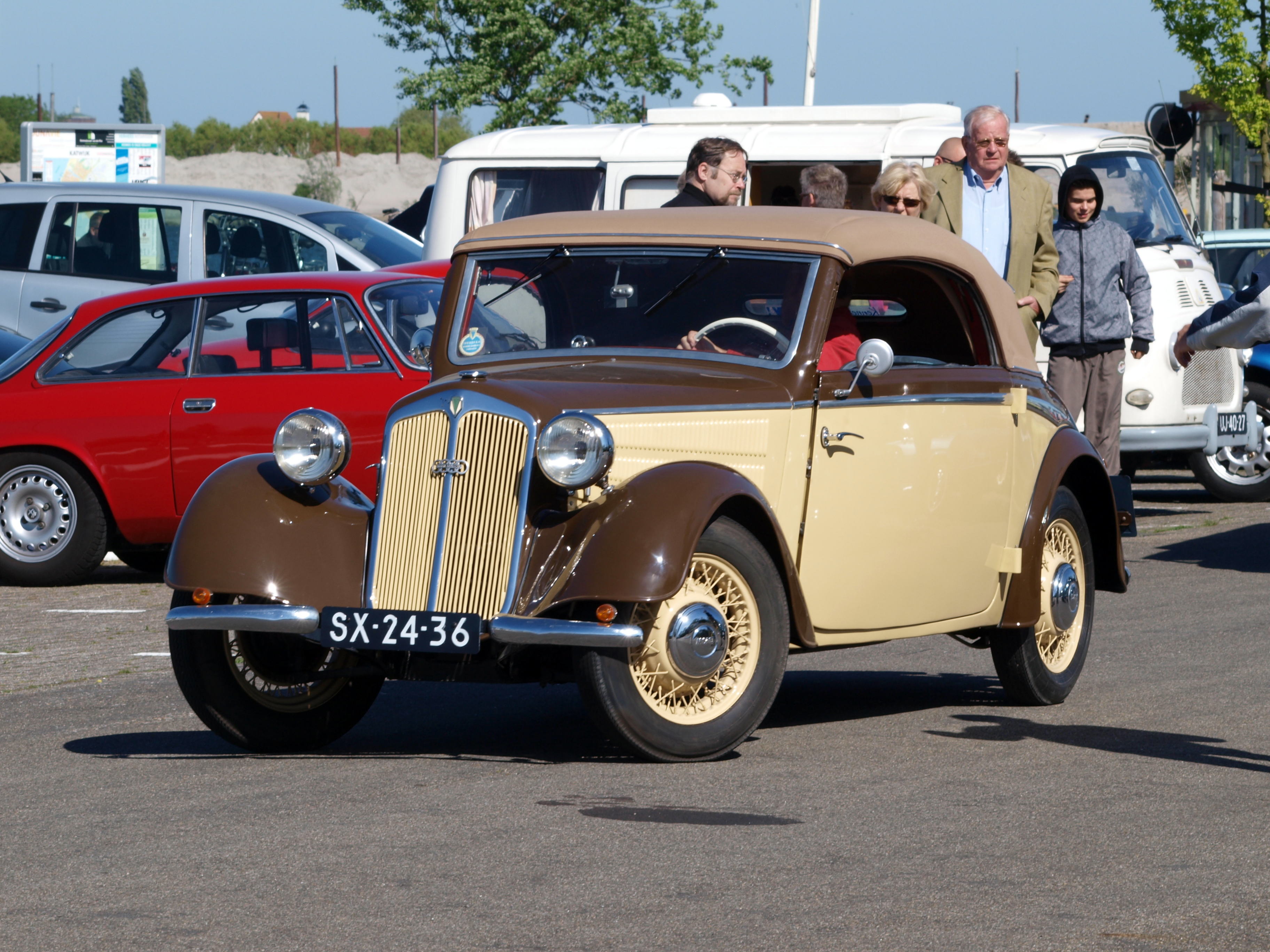
DKW F8 Meisterklasse 700

У лютому 1939 року з'являється модель F8, яка отримує посилений коробчатий підрамник, нові кріплення мотора, змінену рульову систему (черв'як і ролик), база машини зменшилася на 1 см. Одночасно було представлено 3 серії цієї машини: F8 Reichsklasse 600, F8 Meisterklasse 700 і кабріолет F8 Front Luxus Cabriolet 700, який на деяких експортних ринках продається як F8 Meister Super. Кабріолет фірми «ДКВ» став першим автомобілем в світі, який отримав склопластикові елементи кузова, так, наприклад, двері і задня частина кабріолета були виготовлені з композитних матеріалів.

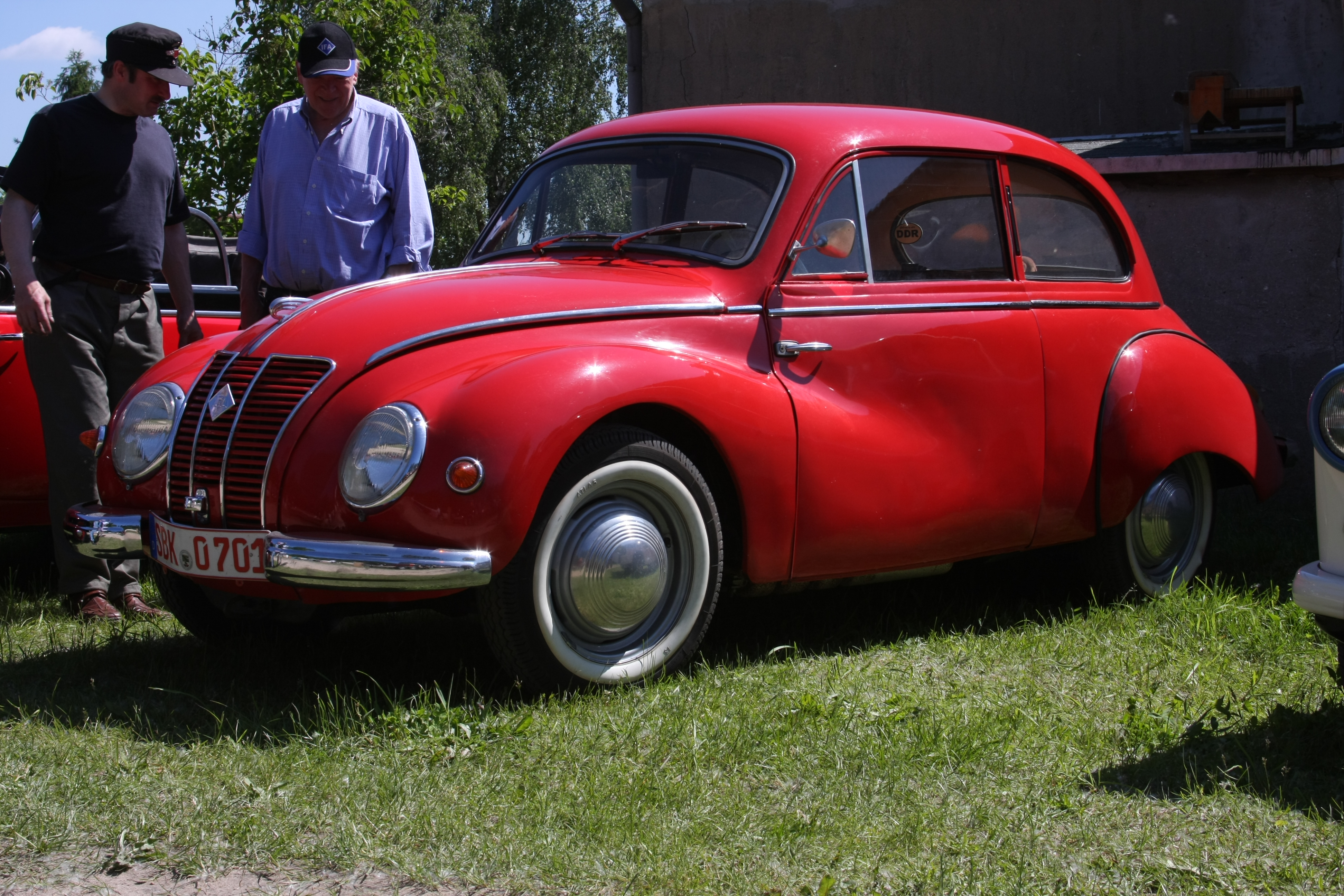
DKW F9

Однак до кінця 30-х років було вже ясно, що слабосильні передньопривідні машинки зжили себе, треба рухатися вперед, в 1939 році починаються роботи над проєктування 3-циліндрового 900-кубового 28-сильного автомобіля, який повинен був стати головним конкурентом KdF Typ 82 (більш знаний як Volkswagen). Машина, яка отримала суцільнометалевий обтічний кузов, була готова навесні 1940 року, машина отримала індекс F9, було побудовано всього 10 екземплярів для доводочних робіт, але тут почалися військові дії по відношенню до країн Бенілюксу та Франції, і фірмі довелося припинити випробування своїх прототипів, разом з цим припинилося виробництво задньопривідних машин, оскільки завод почав випускати військовий транспорт для потреб вермахту: Sdkfz 221, Sdkfz 222, Sdkfz 223 і SdKfz 247. Проте виробництво легких передньопривідних F8 тривало аж до жовтня 1942 року, коли фірма остаточно перейшла суто на військову продукцію, до цього моменту передньопривідні автомобілі DKW серії F (від одиниці до вісімки), стали наймасовішим німецьким автомобілем, їх було випущено за всі ці роки 267 350 примірників.
Після війни всі підприємства концерну опинилися в американській зоні окупації, США незабаром передали територію Радянському Союзу, більшість обладнання концерну було демонтовано і відправлено в Радянський Союз, туди ж вирушило 18 спортивних болідів Auto Union, які прославилися на довоєнних спортивних заходах.
Концерн Auto Union офіційно припинив існування 17 серпня 1948 року: автомобільний завод Wanderer Werke пішов в історію, «Ауді» стала називатися VEB Kraftfahrzeugwerke Audi, а з 1952 року — VEB Automobilwerk Zwickau, мотоциклетне відділення фірми DKW — VEB Motorradwerk Zschopau, або скорочено — MZ, а легкові автомобілі марки «ДКВ» стали випускатись під маркою IFA (скорочення від організації, створеної ще в 1946 році — Industrieverband Fahrzeugbau). Виробництво автомобілів було відновлене на колишніх потужностях заводу «Ауді». Проте в серію пішла машина F8 в єдиній версії — з 700-кубовим 20-сильним мотором.
Тим часом керівництво колишнього концерну «Ауто Юніон» вирішує відновити бізнес на території Західної Німеччини, оскільки в капіталістичних країнах залишилося ще багато автомобілів цього концерну, тільки у ФРН збереглося близько 65 000 автомобілів марки DKW. Тому при допомозі уряду Баварії 3 вересня 1949 року була заснована компанія Zentraldepot für Auto Union Ersatzteile GmbH, яка стала займатися реалізацією з/ч для машин цього концерну. Незабаром Ріхард Брун і Карл Хан засновують компанію Auto Union GmbH, яка не є спадкоємицею довоєнного Auto Union AG. Для виробництва своєї продукції новоспечена фірма орендувала колишні приміщення, що знаходяться в Інгольштадті, націоналізовані ще до війни за наказом Герінга, сталеливарної фірми Rheinmetall-Borsig AG. Під час війни територія заводу, у якому використовувався рабський труд в'язнів концтаборів, сильно постраждав від бомбардування союзників, а вже після війни все обладнання було демонтовано переможцями як репарації.

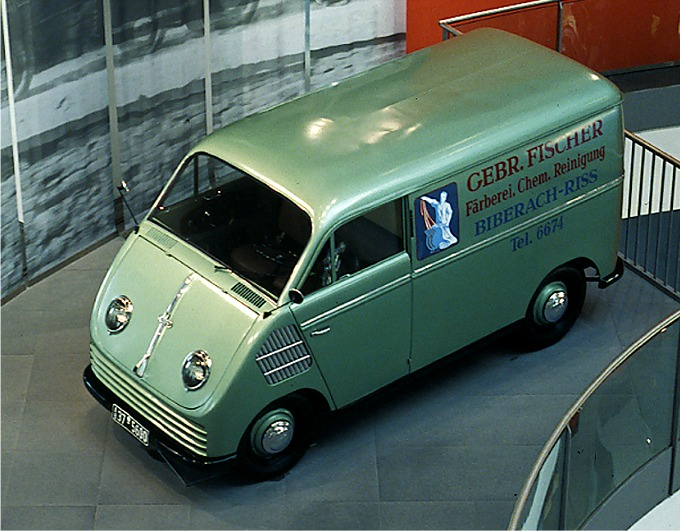
DKW F89L Schnellaster

Первістком західнонімецької фірми, яка стала випускати свої автомобілі під відомою маркою DKW, став розвізний фургончик, який був розроблений ще до війни — F89L Schnellaster. Машина вагонної компоновки була побудована на профільній рамі, як мотор виступав 700-кубовий 20-сильний агрегат, коробка була 3-ступінчастою. Розвізний автомобільчик, який міг бути у вигляді мікробусика, бортовика або фургончика, був обраний не випадково як першопрохідник, у післявоєнній Німеччині, яка лежала в руїнах, гостро бракувало комерційного транспорту, і він радо розходився, особливо не дорогий, так що «швидкий доставщик» допоміг молодій фірмі встати на ноги.

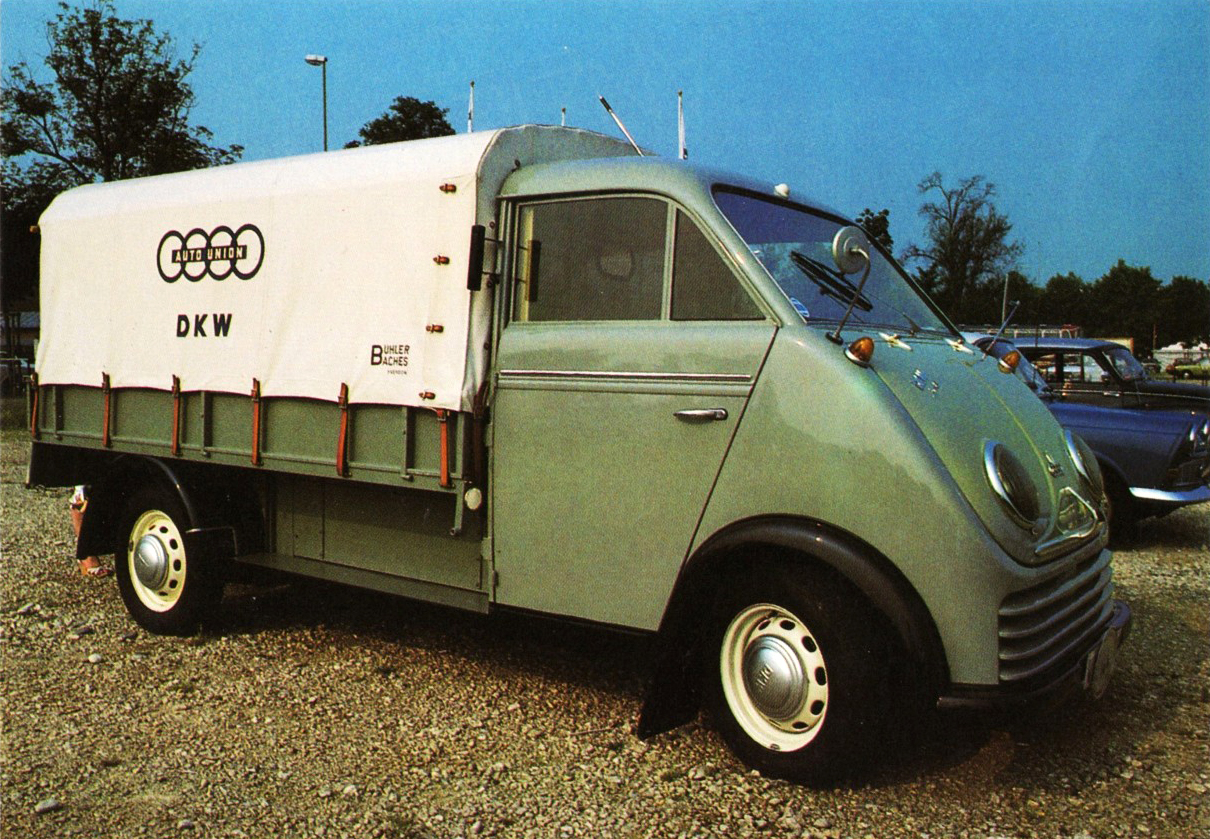
DKW F89L Schnellaster

Разом з ним в каталогах з'явився легковий автомобіль моделі F10, виробництво яких почалося в січні 1950 року. Оскільки виробнича лінія для складання власних легкових автомобілів ще не була готова в Інгольштадті, то виробництво цих машин було розгорнуто в Штутгарті кузовобудівною фірмою Baur. Фірма «Баур» будувала на основі моделі F8 досить сучасні зовні автомобілі, після того, як у середині 1950 року почалося виробництво нової моделі в Інгольштадті, F10 була знята, їх встигли випустити близько 195–196 шт., однак тоді «Баур» підписав контракт з НДР, і поставив ще 250 кузовів фірмі IFA, яка реалізовувала машини під назвою IFA-Baur F8, також штутгартці стали пропонувати ці кузови і власникам довоєнних машин, переробивши більше 1000 автомобілів.

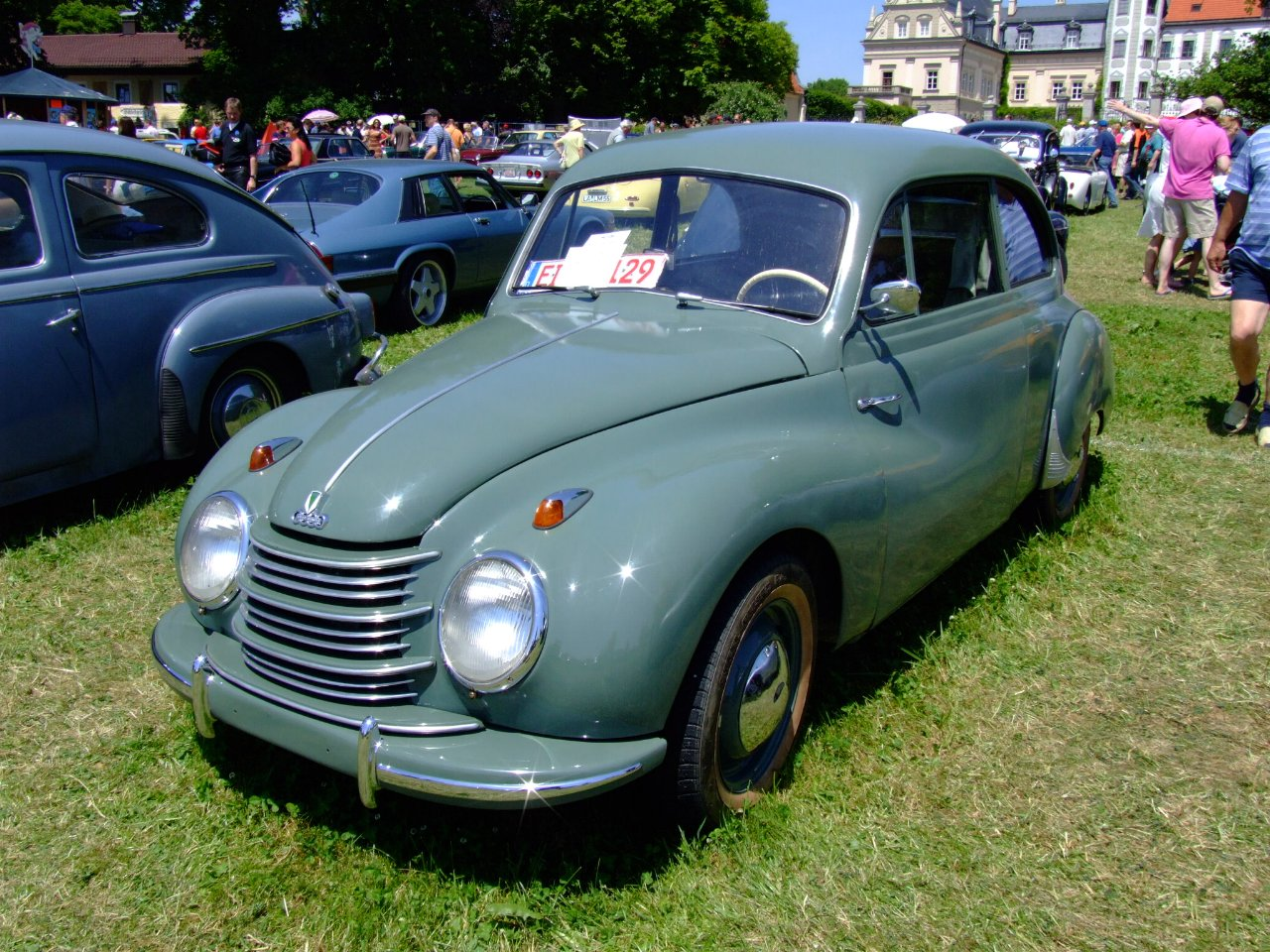
DKW F89Р Meisterklasse

Влітку 1950 року в серію пішов новий легковий автомобіль, який став носити назву F89Р Meisterklasse, це був автомобіль з трохи допрацьованим кузовом довоєнного прототипу F9, але з технічною начинкою від F8, з тією лише різницею, що мотор був форсований до 23 сил. Найприкріше, що в цей же час в НДР запускається IFA F9, це практично той же довоєнний прототип з його технікою, ця машина надалі ляже в основу наступних машин НДР, зокрема марки «Wartburg».
Поряд із закритим обтічним кузовом покупцям пропонувалися відкриті 4-місні машини, кузови яким поставляла фірма Karmann, а також можна було купити 2-місний варіант з кузовом купе або родстер виробництва компанії Hebmüller, яка, на жаль, збанкрутувала в травні 1952 року.

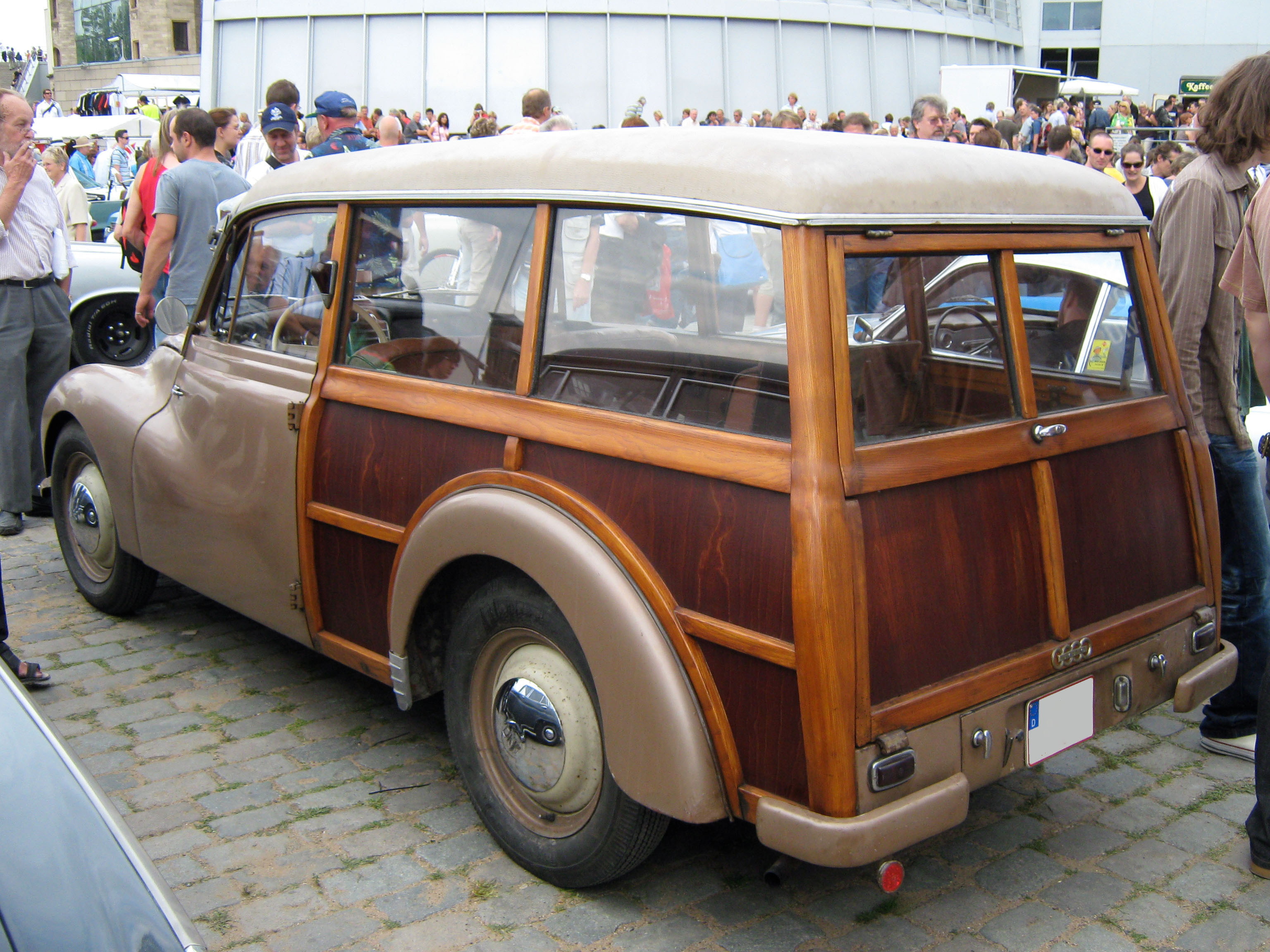
DKW F89U Universal

У 1951 році виробничу програму розбавила машина з кузовом універсал, яка була побудована із застосуванням дерева, називався цей варіант F89U Universal.

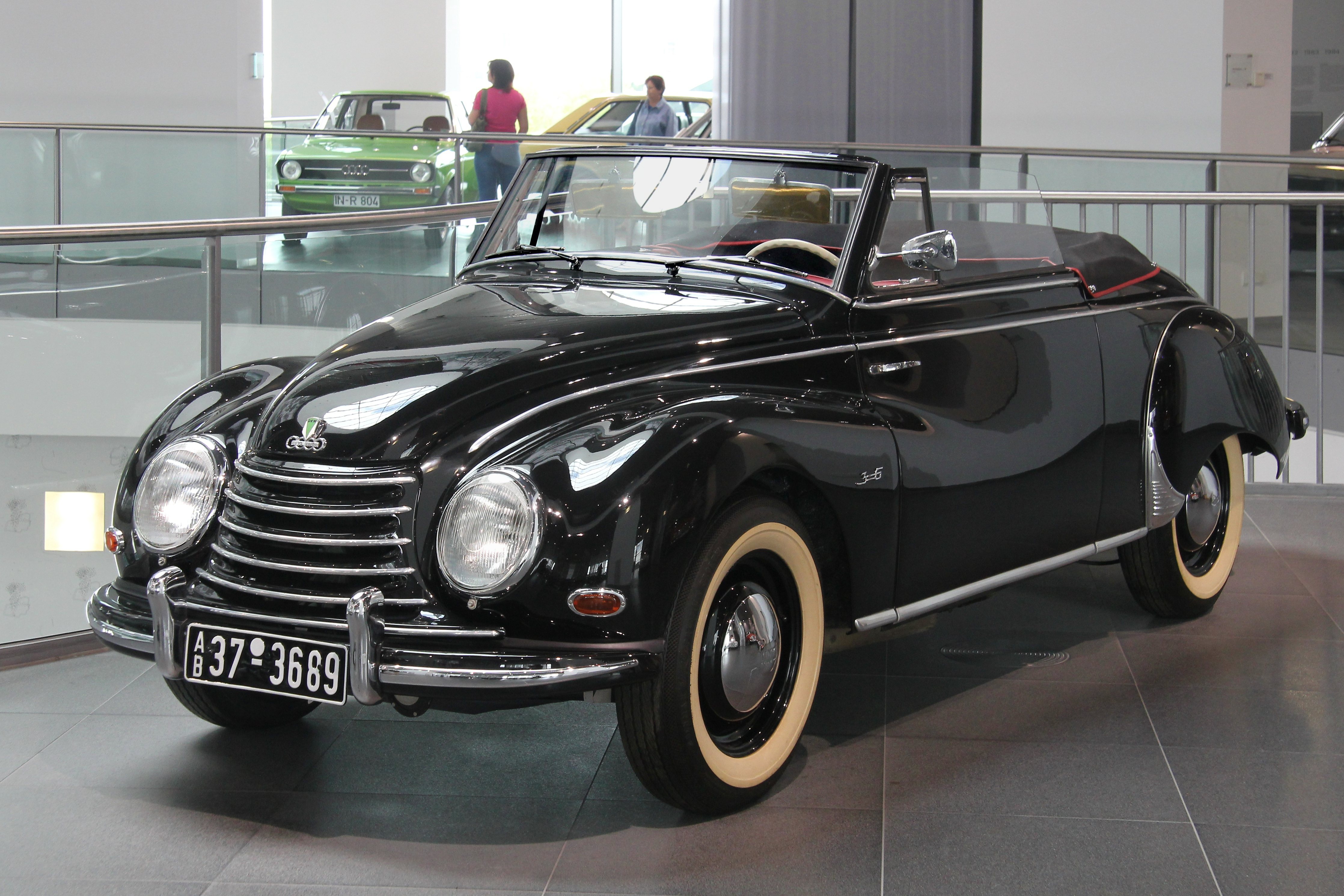
DKW F91 Sonderklasse

Однак через два роки, в березні 1953 року кузов універсала став суцільнометалевим, але не це було головною новиною цього року, а поява 3-циліндрової машини, яка отримала індекс F91 Sonderklasse.
Від F89Р Meisterklasse, який випускався паралельно, нова машина відрізнялася заднім панорамним склом, іншою решіткою радіатора, а також наявністю варіанту з кузовом хардтоп-купе (тобто без центральної стійки). 900-кубовий мотор розвивав 34 сили і дозволяв розганятися до 120 км/год, а коробка передач, отримала синхронізатори 2 і 3 передач.

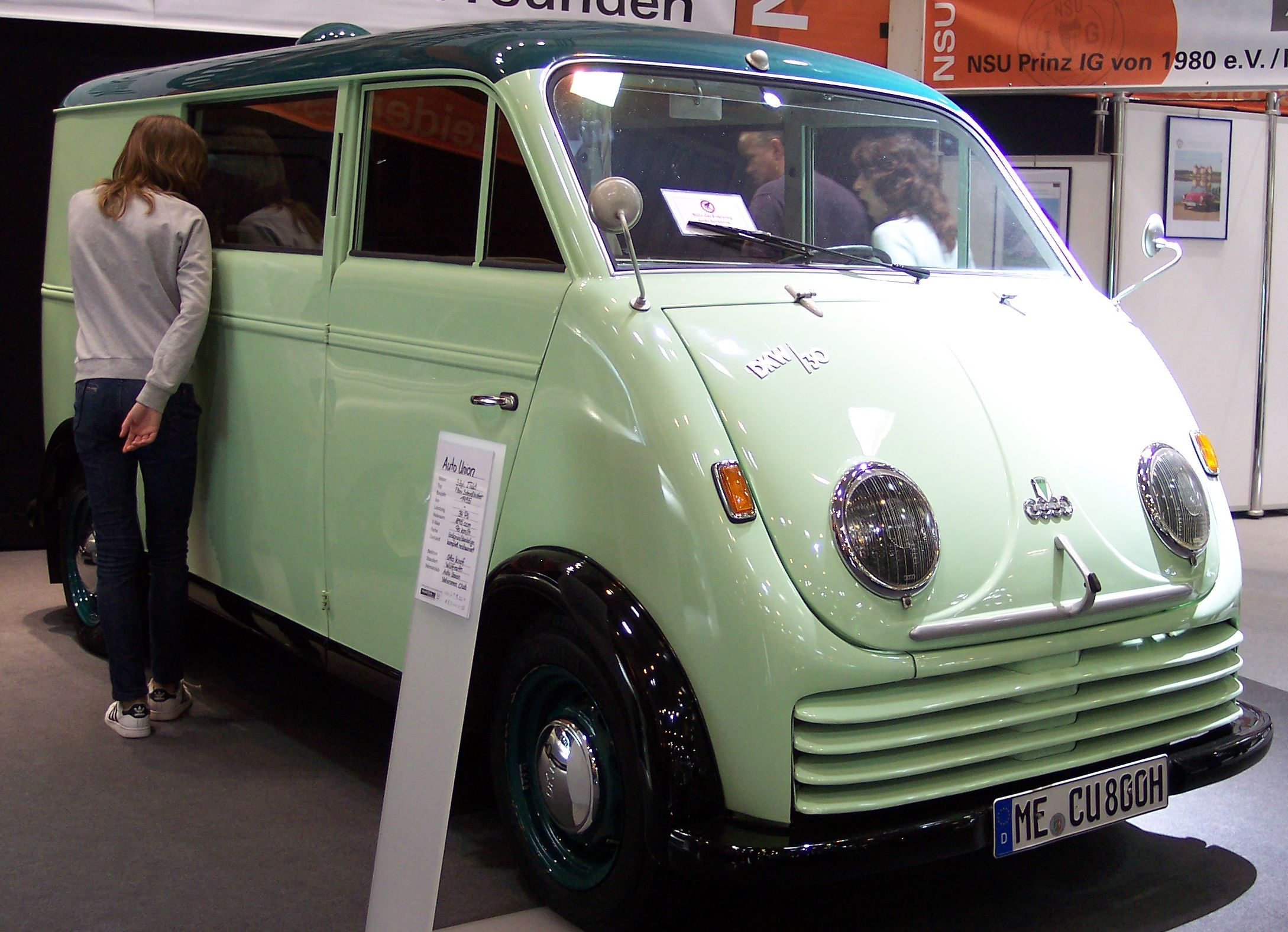
DKW Typ 30 Kombi

У 1954 році фургончик F89L був перейменований в Typ 30, він трохи збільшився в габаритах, виросла його в/п (до 800 кг), і головне — отримав 800-кубовий 30-сильний мотор, який разом з 4-ступінчастою коробкою передач дозволяв «бичку» (німці прозвали його «Büffel») розганятися до 80 км/год. Іншою подією стало відкриття заводу в Іспанії — Industrias del Motor SA, цей завод якраз і почав виробництво оновлених «бичків».

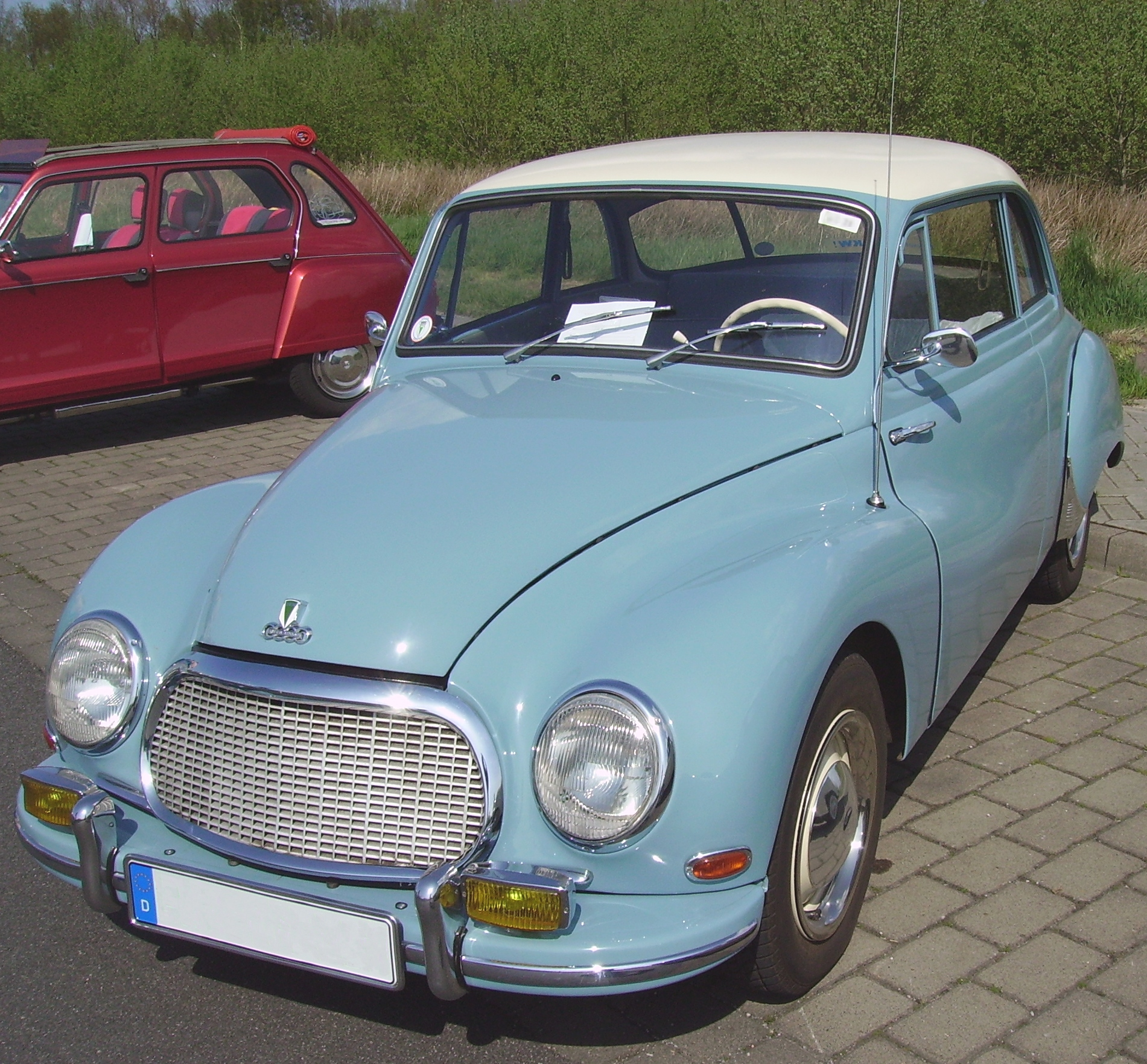
DKW F93 Grosser

У вересні 1955 року на Франкфуртській виставці публіці був показаний автомобіль, який був схожий на F91, однак чимось він все-таки відрізнявся, а саме — шириною кузова. Кузов був розширений на 10 см, але довжина залишилася колишньою. У зв'язку з розширенням кузова з'явилося гнуте переднє скло, а також решітка радіатора овальної форми. Під капотом у новинки був 900-кубовий 38-сильний мотор, а також 4-ступенева коробка передач, продавати машину стали під назву F93 Großer, хоча в побуті вона більше знана як 3=6 за задумом рекламників, 3-циліндровий двотактний мотор давав таку ж віддачу, як і 6-циліндровий чотиритактний двигун аналогічного об'єму. Фургончик також отримує новий мотор, разом з тим машинка отримує новий індекс — Typ 3.

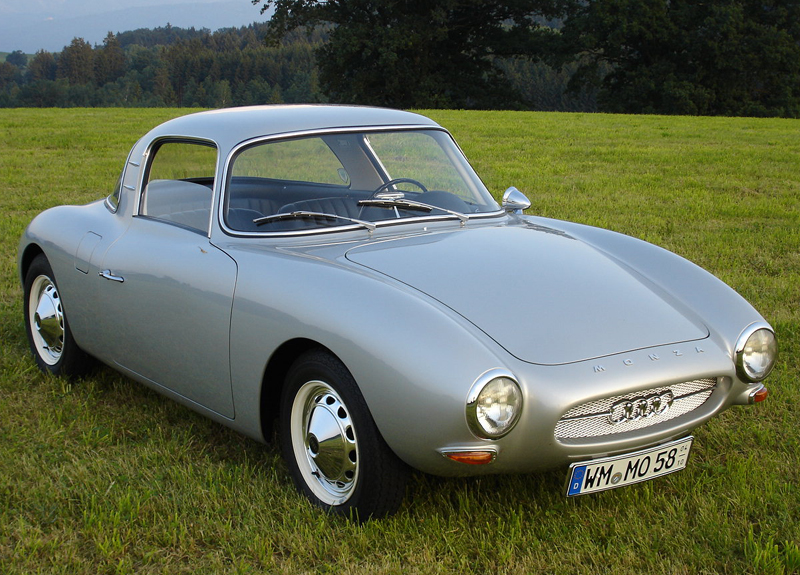
DKW Monza

У 1956 році потужність мотора була доведена до 40 к.с., тепер масло треба було розбавляти в пропорції 1/40, а не 1/20, що знизило димність мотора і зменшило викид шкідливих газів, тоді фірма Dannenhauer & Stauss починає виробництво автомобілів із склопластиковим кузовом, спроєктованим гонщиками Гюнтером Аренсом і Альбрехтом Манцелем, ці кузови стали встановлюватися на шасі F93. Цей автомобіль з кузовом купе став називатися DKW Monza, на честь італійської спортивної траси. Технічно машини були практично ідентичні, проте завдяки легшомуу і більш обтічному кузову купе могло розвивати до 140 км/год, що було на 20 км/год більше седана, і до сотні набирала швидкість за 20 секунд, а базовий авто — за всю 31 секунду. Цей автомобіль дуже успішно виступав у спортивних заходах, і тільки за 1956 рік встановив 5 рекордів у своєму класі (для автомобілів з об'ємом мотора до 1.1 л).

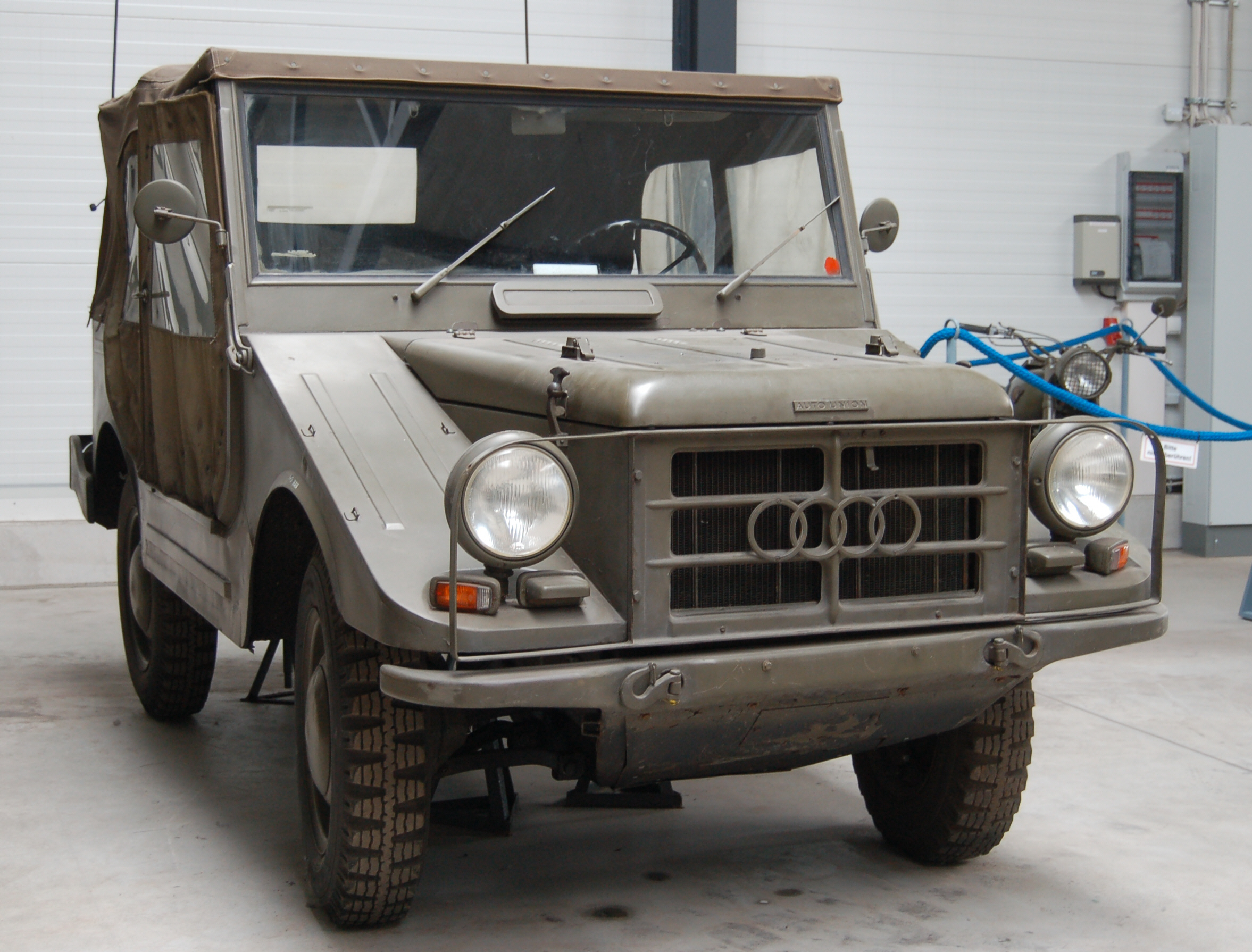
DKW F91/4 Munga

У жовтні 1956 року в вільний продаж надходить показаний ще у вересні 1955 року на Франкфуртській автовиставці повнопривідний автомобіль F91/4 Munga (Mehrzweck UNiversal Geländewagen mit Allradantrieb, тобто «багатоцільовий позашляховик з повним приводом»), робота над яким почалася ще в січні 1953 року, а ходові випробування йшли з вересня 1953 року. Поставка збройним силам Німеччини — Бундесверу почалася ще в травні 1956 року. Мотор був 3-циліндровий 900-кубовий, потужністю 40 к.с.. Автомобіль мав постійний повний привід і 8 передач вперед і дві задні. Цей позашляховик міг підніматися на 70-градусний ухил і долати брід в 50 см. Автомобіль став популярним не тільки серед військових, але й у пожежників, єгерів і простих фермерів.
Все в тому ж 1956 році в Бразилії компанією Veículos e Máquinas Agrícolas S/A (VEMAG) за ліцензією фірми DKW починається виробництво легкових автомобілів під маркою DKW-VEMAG, первістком стали автомобілі серії F93. У жовтні 1956 року стали поширюватися чутки про злиття компаній Daimler-Benz AG, Bayerische Motoren Werke і Auto Union GmbH.
У лютому 1957 року публіці була представлена нова модель F94, технічно вона практично ідентична F93, однак машини фірми Auto Union нарешті стали оснащуватися 4-ма дверима, для цього довелося збільшити базу на 10 см. У вересні з'явився і універсал на його базі — F94U, також до списку опцій додалося автоматичне зчеплення Saxomat.

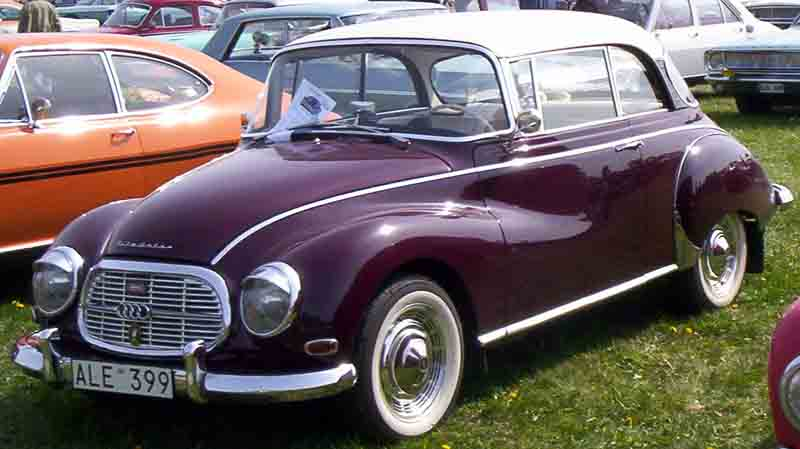
Auto Union 1000 Coupe

Крім універсала у вересні 1957 року майбутні клієнти побачили і нову 1 л модель, яка стала пропонуватися під назвою Auto Union 1000, від F94 зовні машина відрізнялася тільки наявністю чотирьох кілець на решітці радіатора, але головна відмінність була під капотом, там ховався 1 л 44-сильний агрегат. Ця модель представлена в 2-х варіантах: 2-дверний 4-місний хардторп, і 4-дверний седан.
А в Бразилії почали випускати нові однолітрові машини під назвами DKW-VEMAG Grande, а універсали — як DKW-VEMAG Vemaguet, а також під назвою Jipe — повнопривідний «Мунга». Виробництво спортивних Monza було перенесено зі Штутгарта у фірму Massholder, яка перебувала в Гейдельберзі.

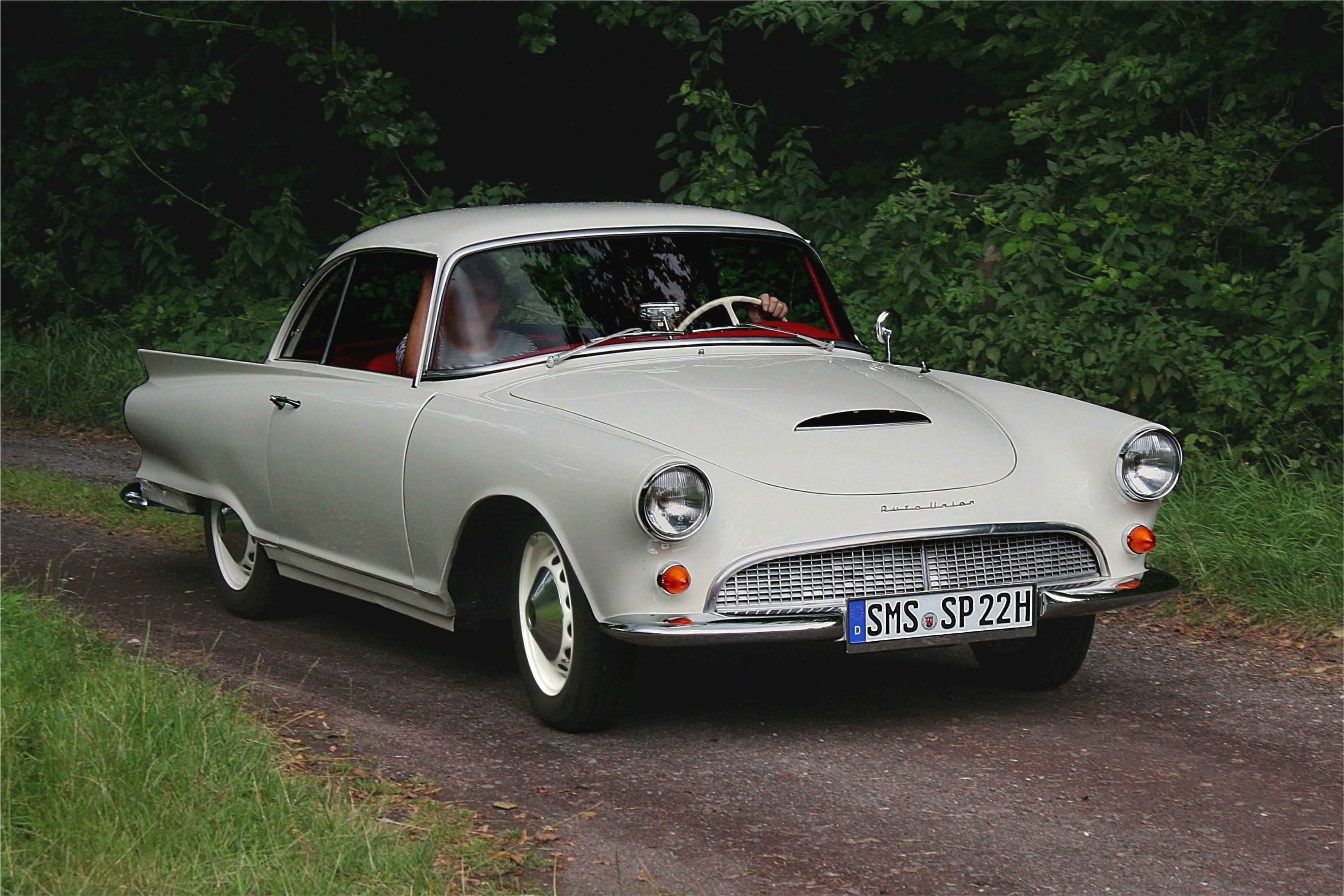
Auto Union 1000SP

28 квітня 1958 року фірма Daimler-Benz AG купує 88% акцій компанії Auto Union GmbH. У цей рік в серію йде Auto Union 1000SP, показаний одночасно з новинкою Auto Union 1000 і побудований на його базі.
Це був автомобіль, який оснащувався кузовом купе, кузови виготовляла фірма Baur, цей автомобіль був дуже схожий на американський Ford Thunderbird, через що отримав прізвисько Schmalspur-Thunderbird, тобто «Вузькоколійний Тандебед». Від сімейних машин ці автомобілі відрізнялися потужнішим мотором, який розвивав не 44 к.с., а всі 55, що було досягнуто завдяки вищій компресії. З початком випуску цієї машини припиняється виробництво моделі Monza, «Даймлер-Бенц» відмовляється поставляти шасі сторонній фірмі, оскільки бачить в цій машині прямого конкурента своєї новинки. DKW Monza, яка продавалася через офіційні торгові мережі, була випущена за різними даними в кількості від 155 до 230 примірників.
Новий двигун, об'ємом 1 л, отримує і позашляховик «Мунга», який став позначатися як F91 Typ 4+6 Munga, його бразильський побратим, який, до речі, міг комплектуватися як повним приводом, так і переднім, став називатися Candango.
А автомобілі серії F94 починають продаватися з середини року як DKW 900. Тоді ж 1 л машини Auto Union 1000 перемагають у своєму класі на Ралі Сафарі.

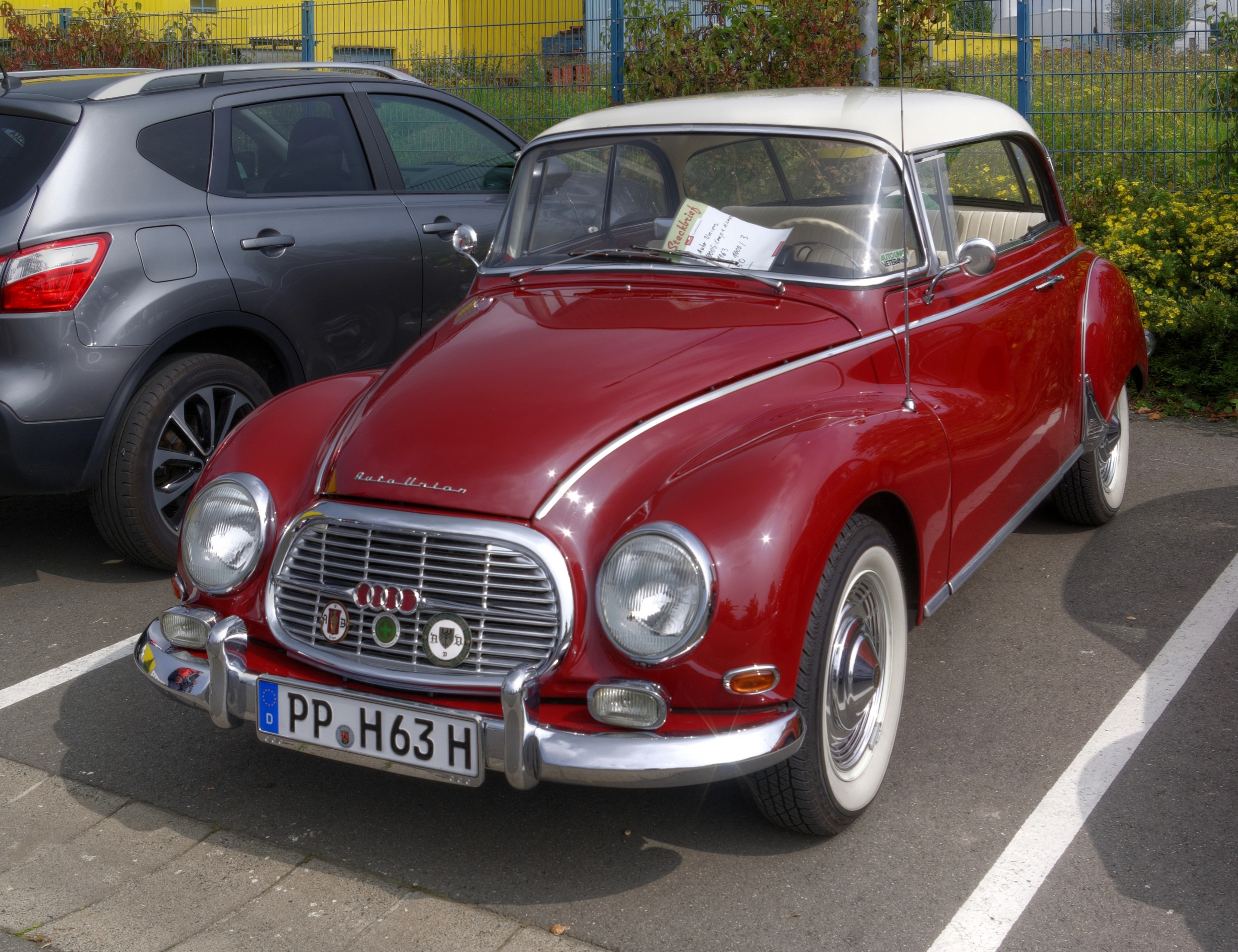
Auto Union 1000S Coupe

У серпні 1959 року відбувається розширення модельного ряду марки Auto Union. Auto Union 1000S можна відрізнити від Auto Union 1000 по панорамному лобовому склу, по інших бамперах, декору решітки і т. д., під капотом у цього варіанту був форсований до 50 к.с. 1 л мотор. Тоді ж з'являється версія з кузовом універсал: Auto Union 1000 Universal.

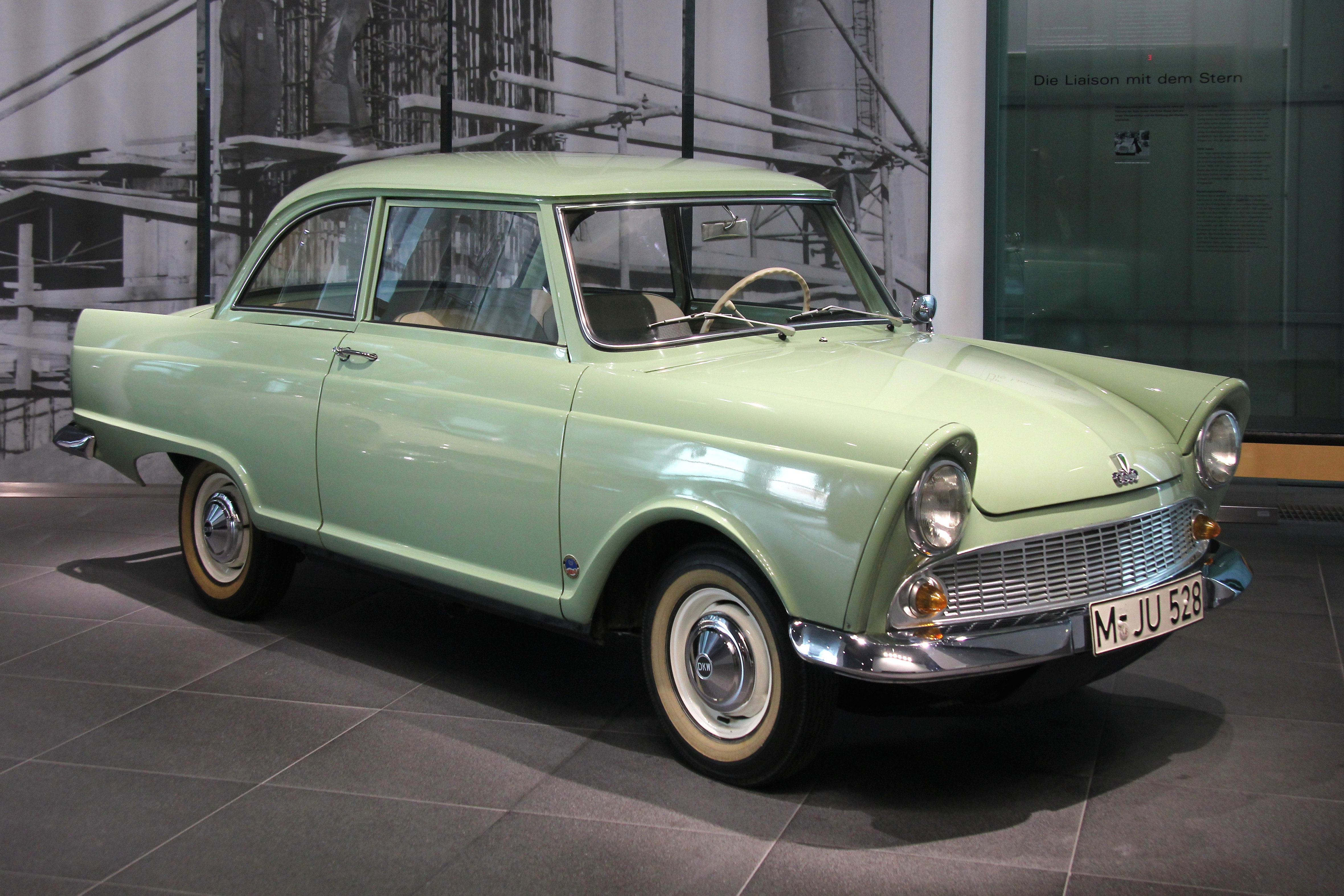
DKW Junior

Проте головною новинкою цього року стала модель Junior, його прототип під назвою DKW 600 був представлений ще 2 роки тому на Франкфуртській виставці, і ось тільки тепер машина, яка отримала 750-кубовий 34-сильний мотор, була готова до виробництва. Машина по дизайну відрізнялася від іншої продукції марки DKW, його зовнішній вигляд нагадував американські машини. Незабаром з виробництва знімається DKW 900 (вона ж F94). Виробництво цих машин продовжилося в Латинській Америці, правда, модель змінила назву на Belcar.

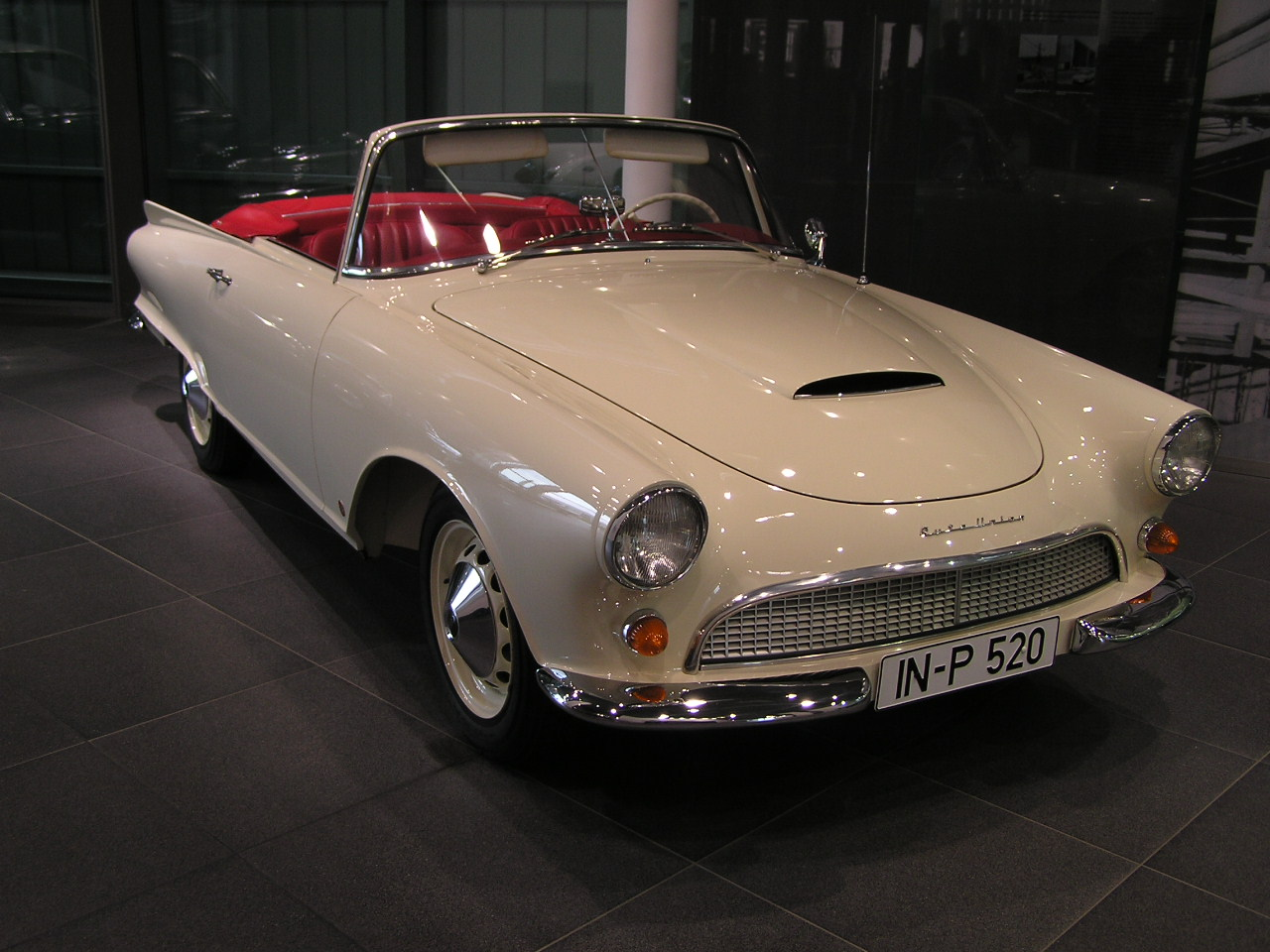
Auto Union 1000SP Roadster

Наступні поновлення послідували тільки через 2 роки. У «ДКВ» з'явилася 800-кубова версія, яка стала називатися Junior DeLuxe, а у «Ауто Юніон» також з'явилася версія, яка стала оснащуватися дисковими гальмами передніх коліс — Auto Union 1000S de Luxe Coupe. Крім цього всі машини марки «Ауто Юніон» отримали роздільні резервуари для бензину і масла, справа в тому, що заправки, що продавали суміш для подібних 2-тактних моторів, потихеньку стали зникати. Модель 1000SP отримала в цьому році версію з відкритим кузовом — родстер. А базова модель Auto Union 1000 була знята з виробництва, її випуск продовжився на дочірньому підприємстві в Аргентині.
У 1962 році фірмою Auto Union стала цікавитися компанія Volkswagen AG, Генріх Нордхоф потихеньку починає вести переговори з керівництвом Daimler-Benz AG.
У січні 1963 року відбувається зміна моделей.

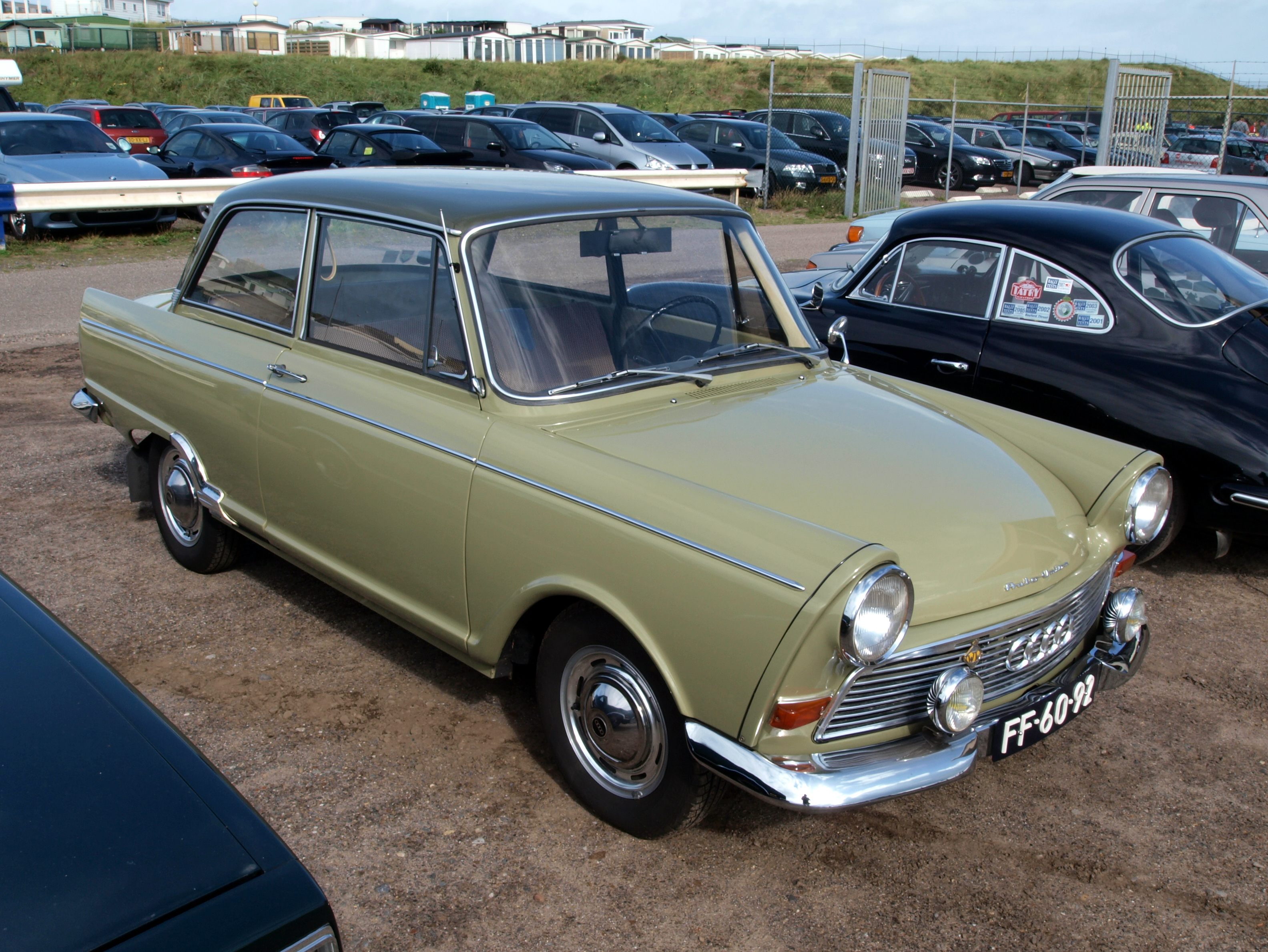
DKW F12

«Юніори» сходять зі сцени, замість них починають випускати 900-кубову 40-сильну модель F12.
Машина була побудована на базі попередника, але передні колеса отримали дискові гальма, колія коліс була розширена майже на 8 см, з'явилися стабілізатори в передній підвісці. Цю машину можна було замовити в двокольоровому варіанті. У серпні до цієї моделі приєдналася доступніша версія, яка була по суті Junior DeLuxe — F11, тільки з кузовом від F12. Під капотом у неї був колишній 800-кубовий 34-сильний мотор. Фургончик «Schnellaster», конструкції якого виповнилося 22 роки, йде на заслужений спокій.

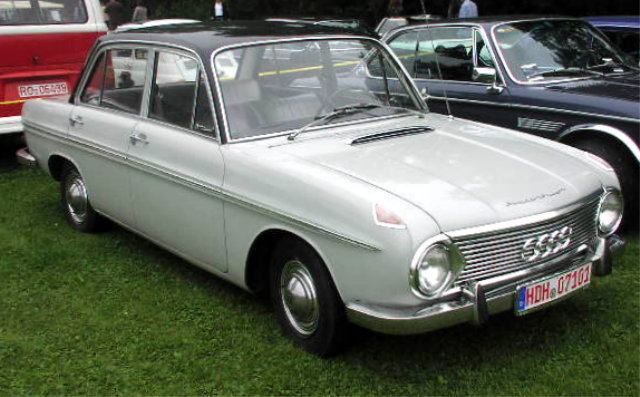
DKW F102

Восени 1963 року на спокій йде машина, що веде родовід з 1940 року, — Auto Union 1000S, замість неї починають випускати DKW F102. Це був автомобіль з сучасним несучим кузовом, мотор був 2-тактний 3-циліндровий, але об'ємом 1.2 л, який видавав 60 к.с.. Передня підвіска була на стійках, задня — на торсіонах. Мотор отримав ту ж систему змішування масла з бензином, що і у попередника, система мастила була спроєктована спільно з фірмою «Бош». Однак, не дивлячись на привабливий вигляд, машини не стали продаватися так, як очікувала компанія «Даймлер-Бенц», яка вклала значні кошти в розробку цієї машини. Справа в тому, що на дворі була вже майже середина 60-х, багато просунутих клієнтів вважали 2-тактну схему пережитком минулого, але сильніше на продаж вдарили навіть не думки оточуючих, а негативні відгуки в сторону новинки. Зима 1963/1964 року видавалася дуже холодною, масло загусало в окремому резервуарі, відповідно не відбувалося змащення мотора, оскільки не проводилося змішування паливної суміші, і поршні рухалися в суху, після чого двигун клинило. Компанія ремонтувала автомобілі по гарантії, однак проблема позначилася на довірі майбутніх покупців. Фірма «Даймлер-Бенц» починає проєктування 1.7 л 4-циліндрового 4-тактного мотора для заміни мотора застарілої конструкції.

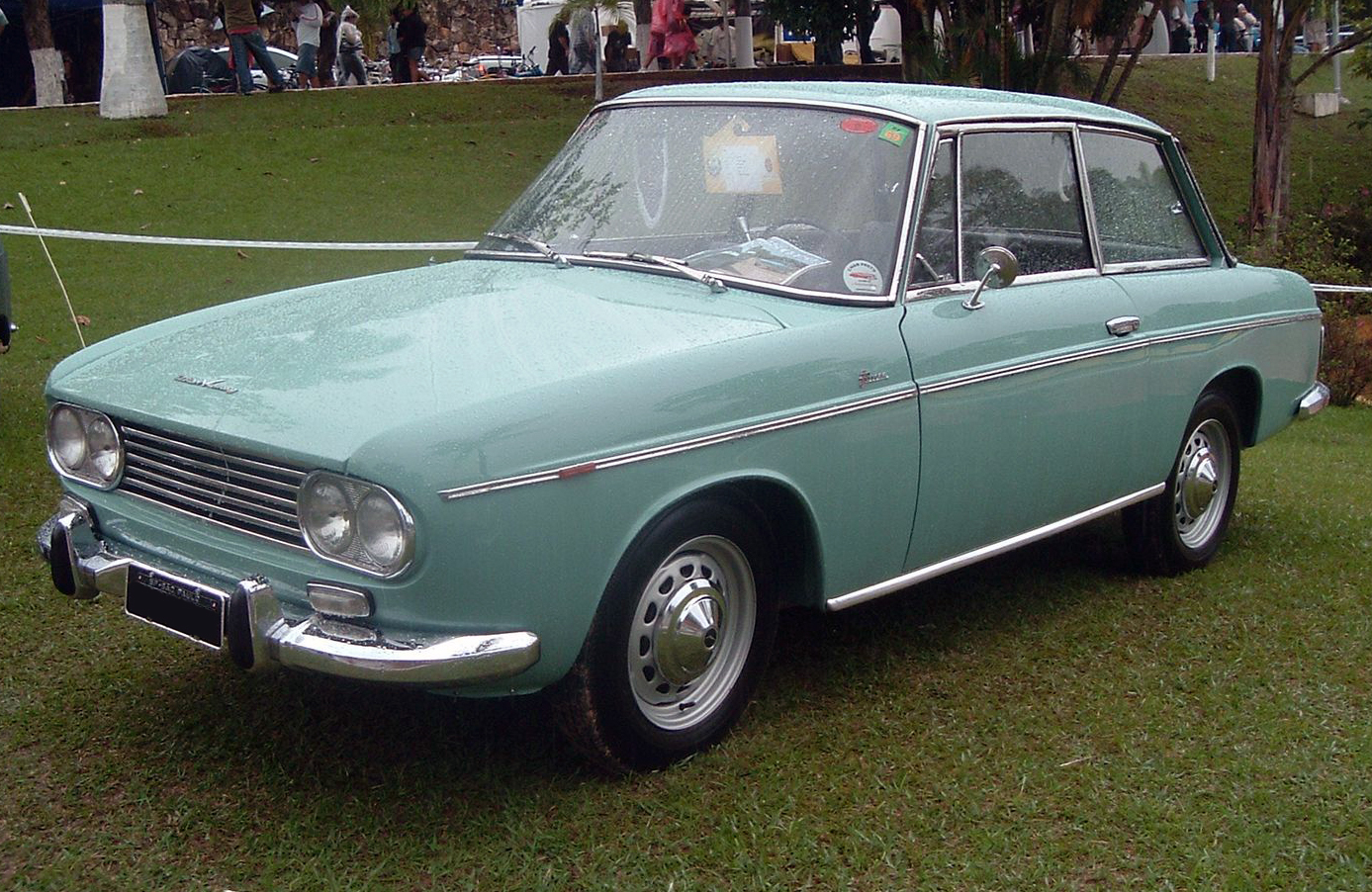
DKW Fissore

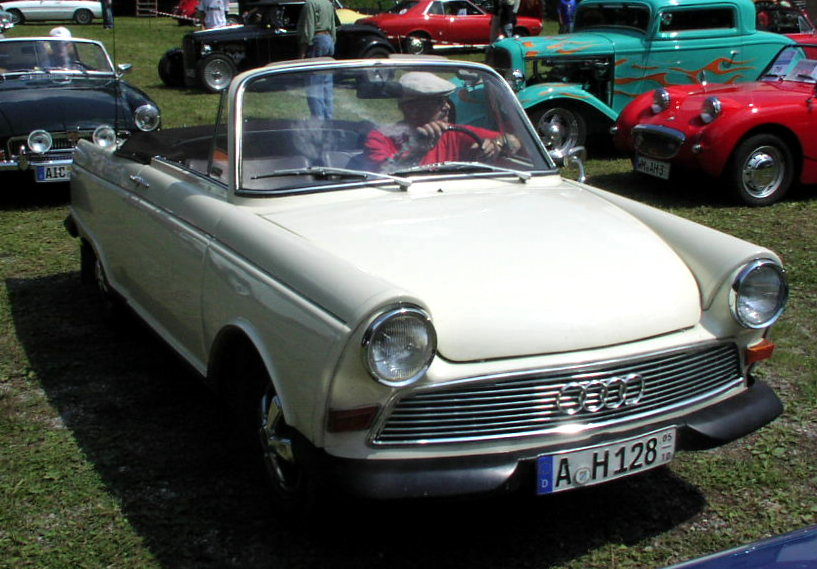
DKW F12 Roadster

У 1964 році модель F12 отримує відкриту версію родстер з 45-сильним мотором, в Бразилії ж починається виробництво купе під назвою Fissore, кузов якої був спроєктований в Італії однойменною фірмою. Бразильцям вдалося продати близько 2500 екземплярів цих красенів. Наприкінці 1964 року фірма «Даймлер-Бенц» продає 50,3% акцій фірмі Volkswagen AG.
У 1965 році в Бразилії починаються продажі дешевого універсала Pracinha, у якого був практично відсутній хромований декор екстер'єру. У Європі «Фольксваген» знімає з виробництва моделі F11, F12 Roadster і 1000SP. У виробництві залишаються тільки: 2-дверний седан F12, який отримує 45-сильний мотор, однак і цю машину знімуть з виробництва вже в тому ж 1965 році; невдаха F102; і позашляховик «Мунга», який користується непоганим попитом.

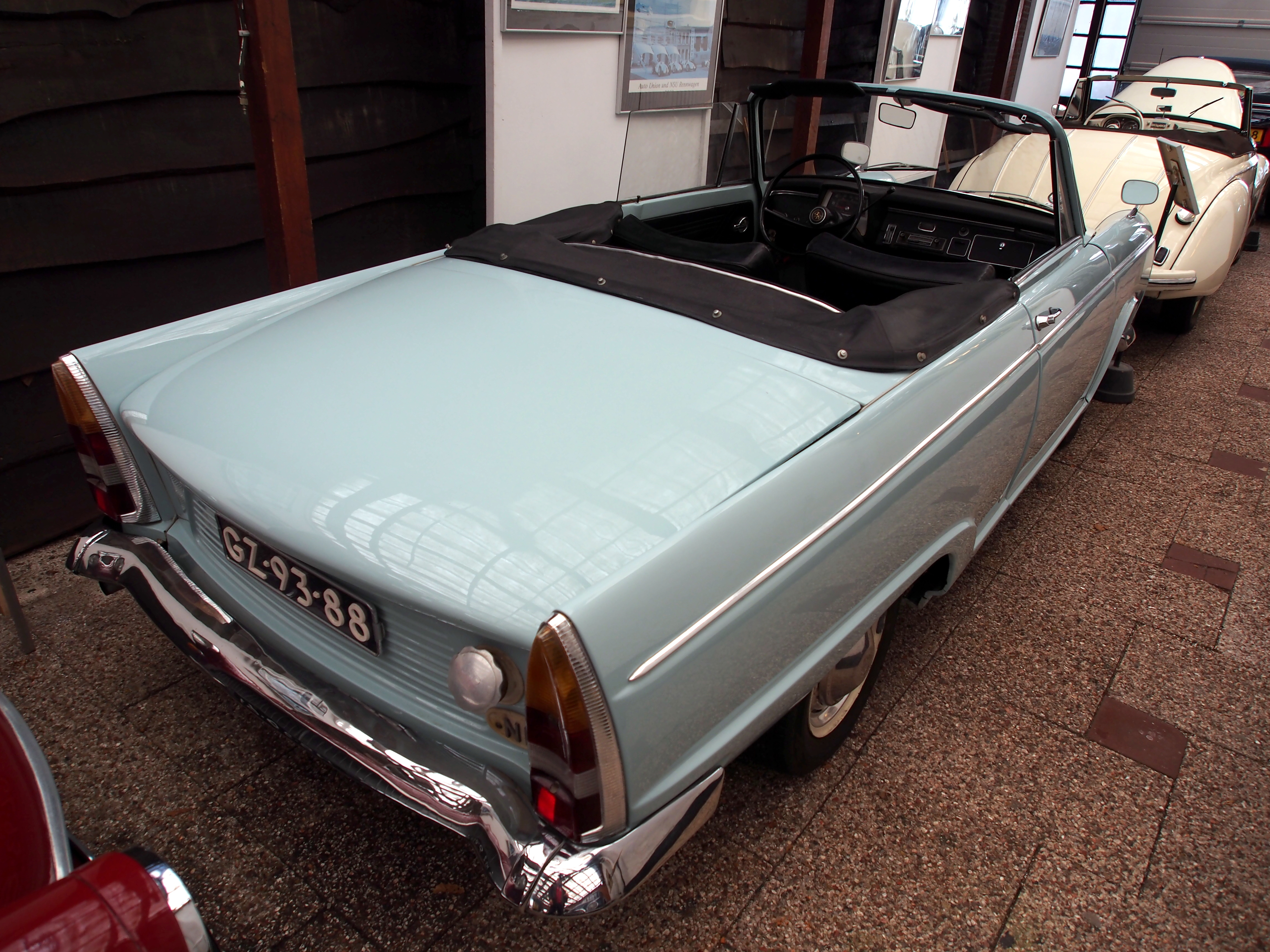
DKW F12 Roadster

Оскільки F102 було продано в рази менше, ніж було випущено, то було вирішено ставити за бажанням покупця 1.3 л V6-подібні 2-тактні мотори, робота над якими почалася ще в 1960 році. Мотор міг оснащуватися від двох до шести карбюраторами, базовий варіант розвивав 83 к.с., з 4-ма карбюраторами — 100 сил, і 6-карбюраторний — дуже непогані 130 сил. Всього було випущено близько 100 моторів, 13 з яких були встановлені на DKW F102, кілька моторів були замовлені людьми, які вже володіли Auto Union 1000S. Основна маса моторів пішла в Бундесвер, який потребував потужніших варіантів позашляхових Munga.

## Припинення виробництва автомобілів. Закриття компанії
Наприкінці 1966 року «Фольксваген» купує акції німецької фірми, що залишилися, однак за договором «Даймлер-Бенц» залишає за собою іспанську філію і завод в Дюссельдорфі, який ще в 1961 році почав паралельно випускати і вантажні «Мерседеси». «Фольксваген» знімає з виробництва модель F102, щоб запустити оновлений варіант F103 з 4-циліндровим мотором 1.7 л, розробку якого починала ще фірма Daimler-Benz AG, однак після обговорень нову машину було вирішено продавати під старою і забутою маркою AUDI, щоб нова машина не асоціювалась з невдалою двотактною попередницею. А щоб потужності не простоювали, на заводі в Інгольштадті почали випускати «Фольксваген Жук». Однак автомобілі з емблемою DKW з рейтингів не зникли відразу, до грудня 1968 року тривало виробництво двотактних 1 л позашляховиків «Мунга».

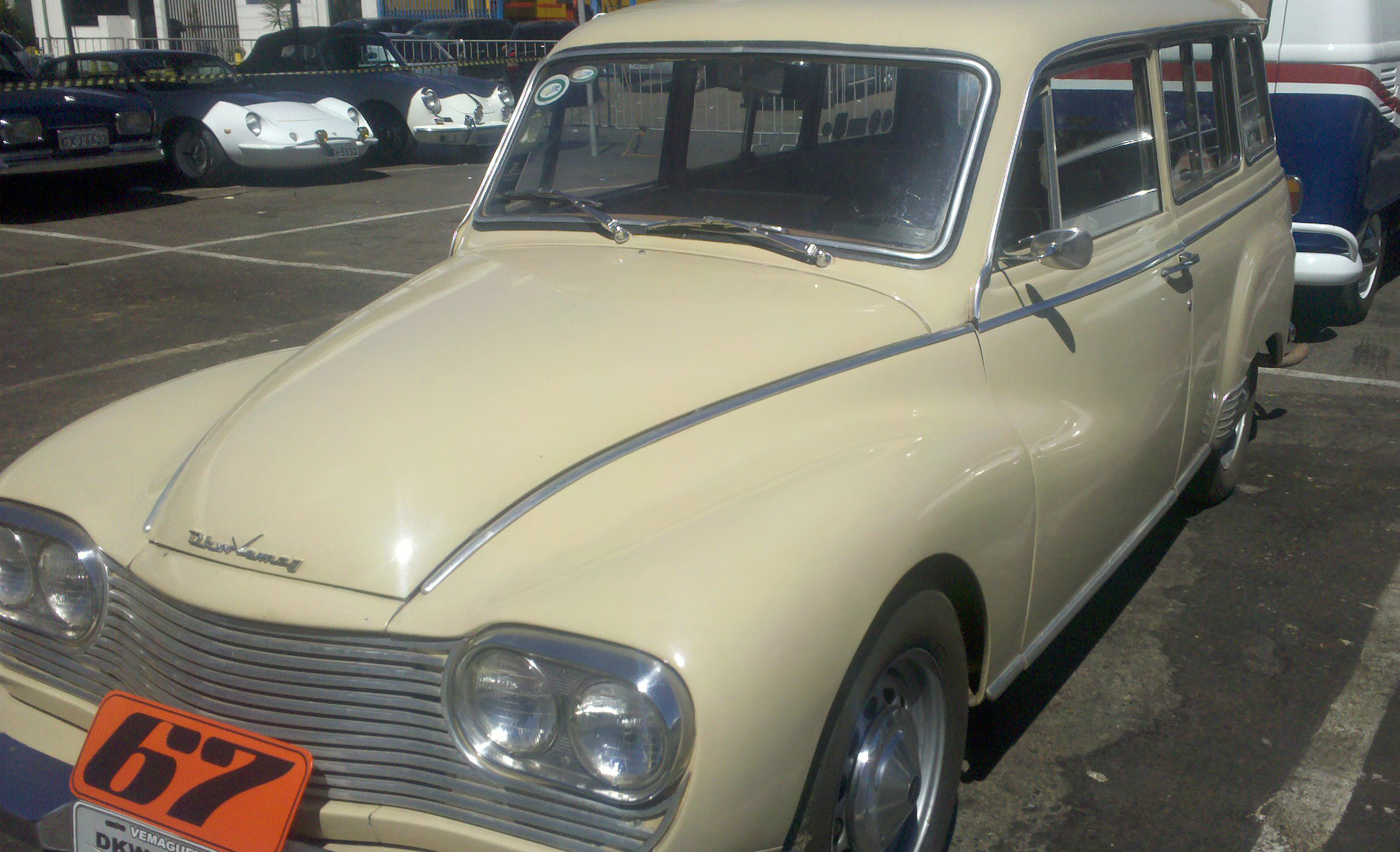
Один із останніх DKW-VEMAG

У Бразилії ж у 1967 році оновили седани і універсали, які отримали 60-сильний мотор, а також нову оптику, однак цих машин випустили не так вже й багато, оскільки і це підприємство купив концерн Volkswagen (VW do Brasil), виробничу лінію демонтували й замінили на нову, яка стала випускати седани VW 1600.
У 1969 році відбулося злиття фірм Auto Union GmbH і NSU Motorenwerke AG, новостворена фірма стала називатися Audi NSU Auto Union AG, згадка про «Ауто Юніон» була викреслена лише в 1985 році, коли фірма стала називатися просто Audi AG.
Однак двотактні машини все ще продовжували бродити по Європі, але тільки по Східній, оскільки нащадки DKW F9 — Wartburg 353 — продовжували випускати до 1988 року, а найближчий родич з 2-циліндровим двотактним двигуном — Trabant 601 — і зовсім до 1990 року.

## Список автомобілів DKW
- 1928 — DKW P
- 1929 — DKW P 4=8
- 1930 — DKW PS 600 Sport
  - DKW V800 4=8
- 1931 — DKW V1000 4=8
  - DKW F1 FA600
- 1932 — DKW F2 Meisterklasse 601
  - DKW 432 Sonderklasse
  - DKW 1001 Sonderklasse
- 1933 — DKW F2 Reichsklasse 601
  - DKW F2 Meisterklasse 701
- 1934 — DKW F4 Meisterklasse
  - DKW Schwebeklasse
- 1935 — DKW F5 Reichsklasse 600
  - DKW F5 Meisterklasse 700
- 1936 — DKW F5K Zweisitzer 600
  - DKW F5 Front Luxus Cabriolet 700
  - DKW F5K Front Luxus Sport 700
- 1937 — DKW F7 Reichsklasse 600
  - DKW F7 Meisterklasse 700
  - DKW Sonderklasse
- 1938 — DKW F7 Front Luxus Cabriolet
- 1939 — DKW F8 Reichsklasse 600
  - DKW F8 Front Luxus Cabriolet 700
  - DKW F8 Meisterklasse 700
- 1949 — DKW F89L Schnellaster
- 1950 — DKW F10
  - DKW F89P Meisterklasse
- 1951 — DKW F89U Universal
- 1953 — DKW F91 Sonderklasse
- 1954 — DKW Typ 30
  - DKW F91/4 Munga
- 1955 — DKW F93 Großer 3=6
- 1956 — DKW Monza
- 1957 — DKW F94
- 1958 — DKW F91 4+6 Munga
  - DKW 900
- 1959 — DKW Junior
- 1961 — DKW Junior DeLuxe
- 1963 — DKW F11
  - DKW F12
- 1964 — DKW F102

## Список автомобілів DKW-Vemag
- 1956 — DKW-Vemag F93
- 1957 — DKW-Vemag Grande
  - DKW-Vemag Vemaguet
  - DKW-Vemag Jipe
- 1958 — DKW-Vemag Candango
- 1959 — DKW-Vemag Belcar
- 1964 — DKW-Vemag Fissore
- 1965 — DKW-Vemag Pracinha